# Località bandiere blu in Italia (2014)
Elenco delle 140 località italiane insignite della bandiera blu dalla FEE per l'anno 2014.

## Distribuzione
| Regione               | Spiagge bandiera blu | Differenza rispetto al 2013 |
| --------------------- | -------------------- | --------------------------- |
| Liguria               | 20                   | Stabile                     |
| Toscana               | 18                   | 1                           |
| Marche                | 17                   | 1                           |
| Campania              | 13                   | Stabile                     |
| Puglia                | 10                   | Stabile                     |
| Abruzzo               | 10                   | 4                           |
| Emilia-Romagna        | 9                    | 1                           |
| Lazio                 | 7                    | 2                           |
| Veneto                | 7                    | 1                           |
| Sardegna              | 6                    | 1                           |
| Sicilia               | 6                    | 2                           |
| Trentino-Alto Adige   | 5                    | 4                           |
| Calabria              | 4                    | 1                           |
| Molise                | 3                    | Stabile                     |
| Friuli-Venezia Giulia | 2                    | Stabile                     |
| Basilicata            | 1                    | Stabile                     |
| Lombardia             | 1                    | Stabile                     |
| Piemonte              | 1                    | 1                           |
| Totale                | 140                  | 5                           |

## Località

### Abruzzo

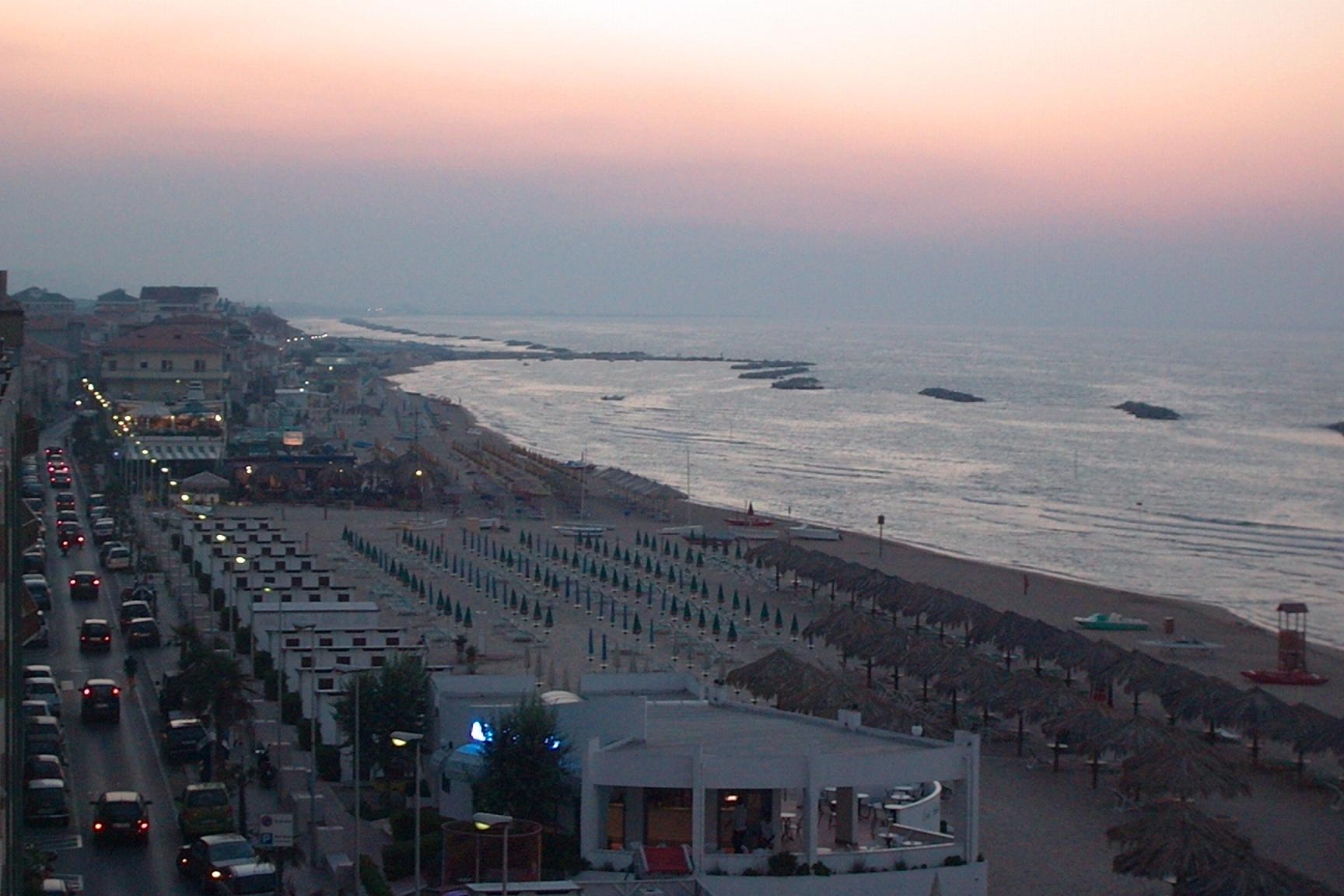
La spiaggia di Francavilla al Mare

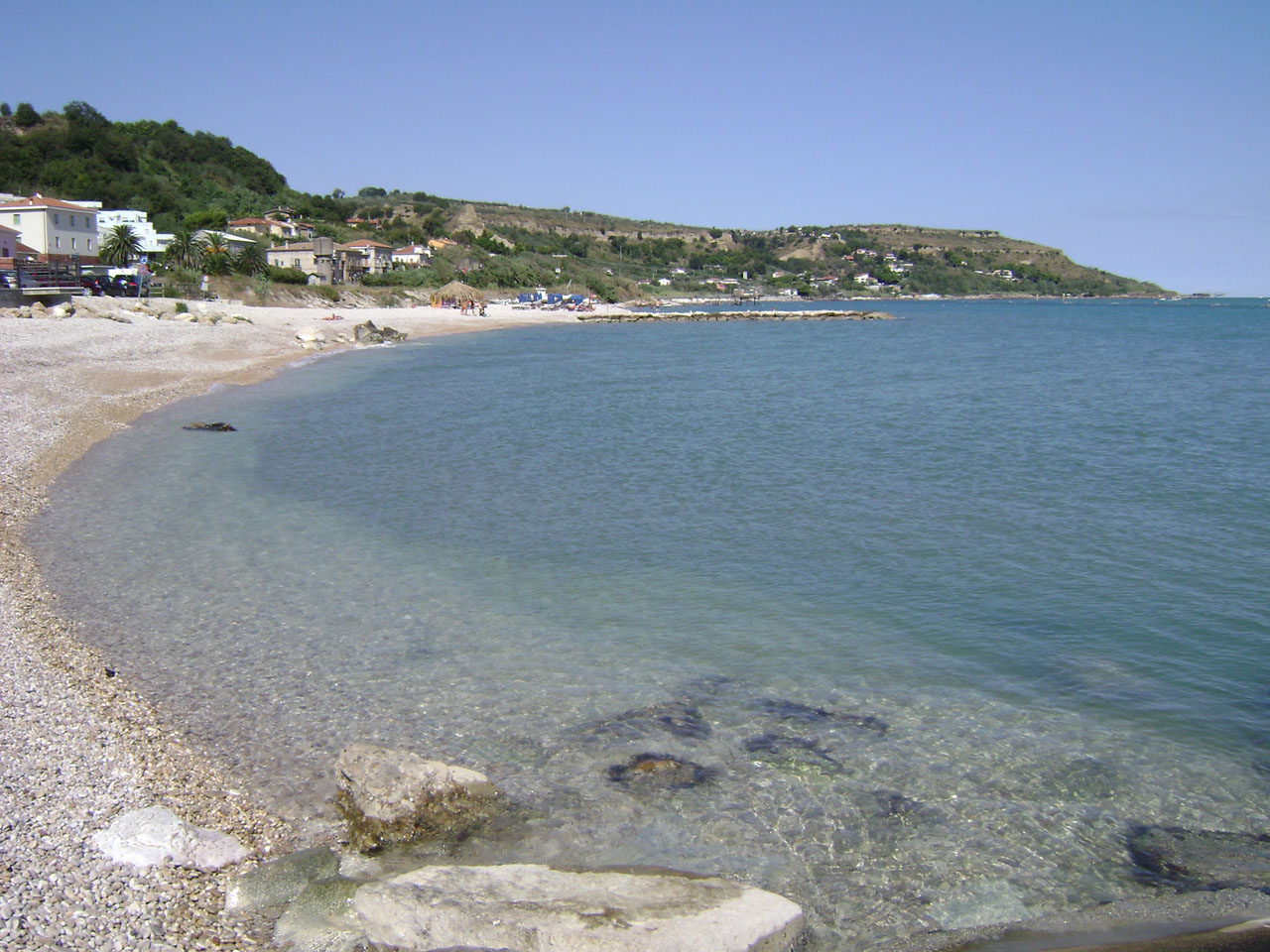
La spiaggia di Fossacesia

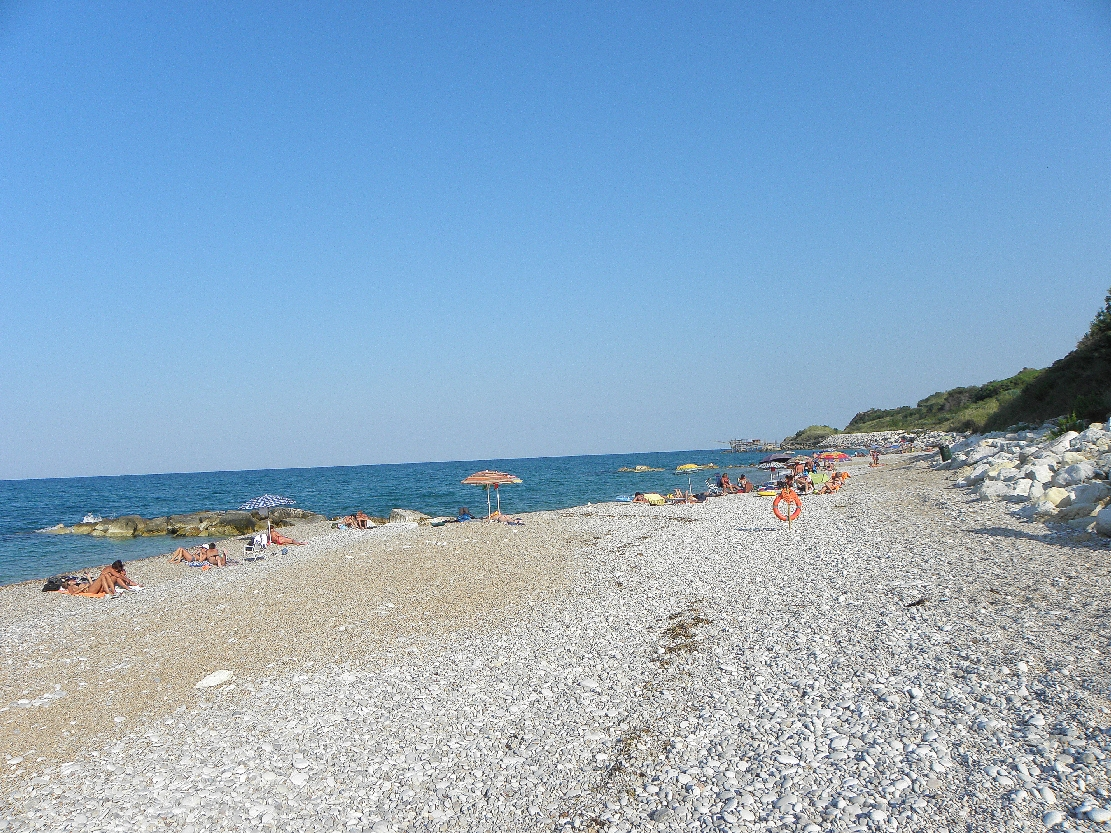
La spiaggia di Rocca San Giovanni

| Nº | Provincia | Spiaggia                                                      |
| -- | --------- | ------------------------------------------------------------- |
| 1  | Chieti    | Vasto: - Punta Penna, Vignola San Nicola                      |
| 2  | Chieti    | San Salvo: - Marina/Zona Fosso Molino                         |
| 3  | Chieti    | Francavilla al Mare: - Lido Alcyone                           |
| 4  | Chieti    | Fossacesia                                                    |
| 5  | Chieti    | Rocca San Giovanni: - Spiaggia Cavalluccio                    |
| 6  | Chieti    | San Vito Chietino: - Calata Turchino/Rocco Mancini - Molo Sud |
| 7  | Teramo    | Silvi: - Lungomare Centrale                                   |
| 8  | Teramo    | Pineto: - Torre di Cerrano                                    |
| 9  | Teramo    | Roseto degli Abruzzi: - Lungomare Trento/Centrale             |
| 10 | Teramo    | Tortoreto: - Spiaggia del Sole                                |

### Basilicata

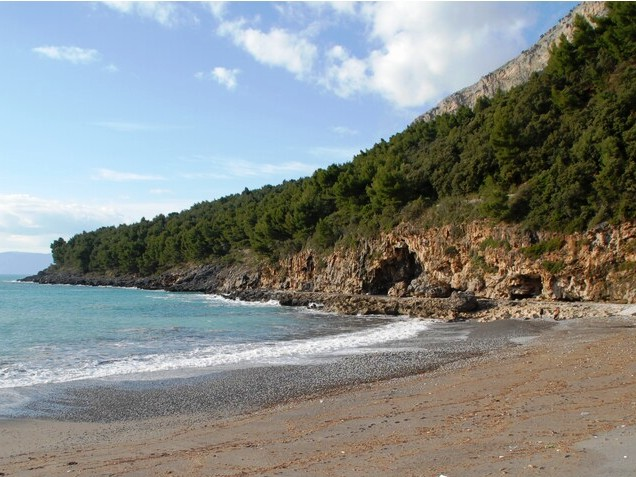
Le grotte di Fiumicello a Maratea

| Nº | Provincia | Spiaggia                                  |
| -- | --------- | ----------------------------------------- |
| 11 | Potenza   | Maratea: - Fiumicello - Acquafredda/Luppa |

### Calabria
| Nº | Provincia       | Spiaggia                                                                                 |
| -- | --------------- | ---------------------------------------------------------------------------------------- |
| 12 | Cosenza         | Trebisacce: - Lungomare Sud: Riviera dei Saraceni/Viale Magna Grecia/Riviera delle Palme |
| 13 | Crotone         | Melissa                                                                                  |
| 14 | Crotone         | Cirò Marina: - Punta Alice - Cervana/Madonna di mare                                     |
| 15 | Reggio Calabria | Roccella Ionica                                                                          |

### Campania

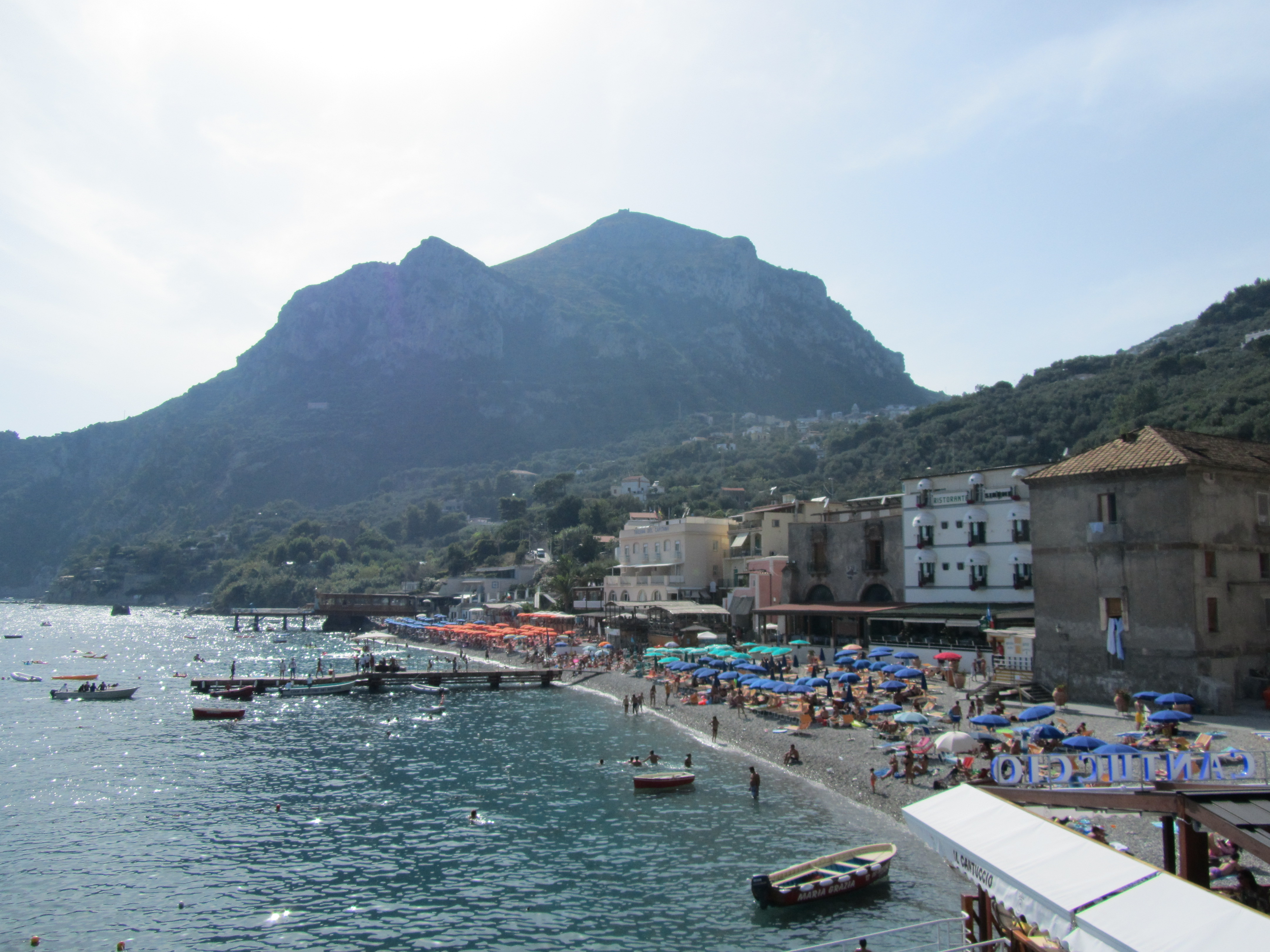
La spiaggia di marina del cantone a Massa Lubrense

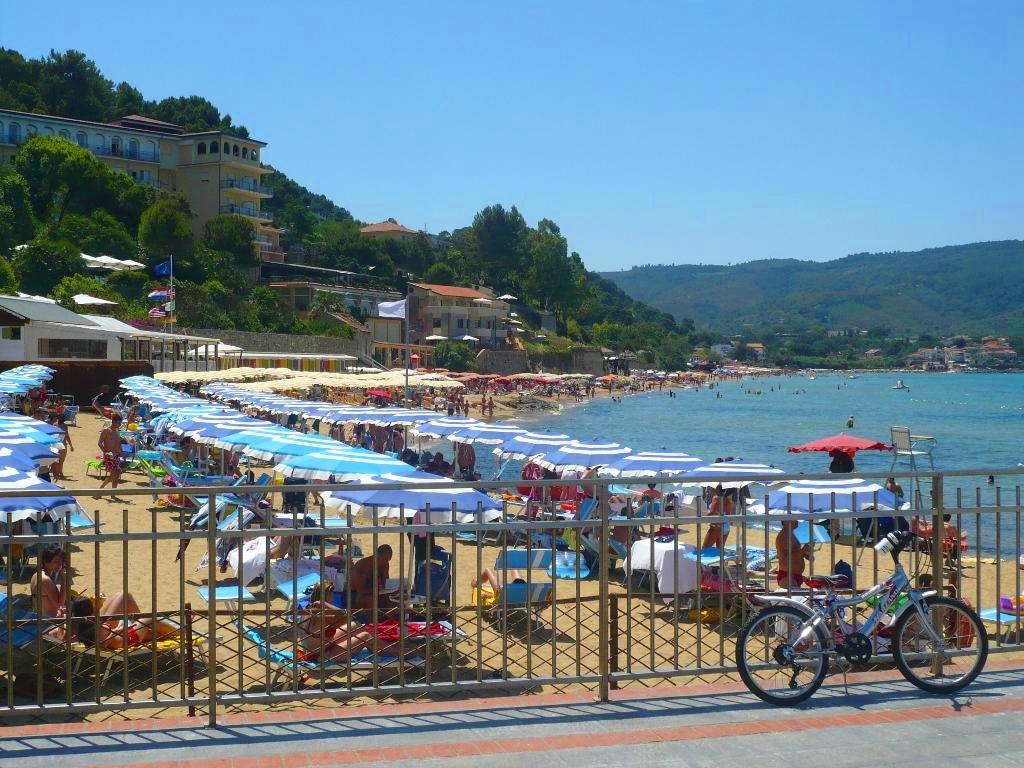
La spiaggia Pozzillo a Castellabate

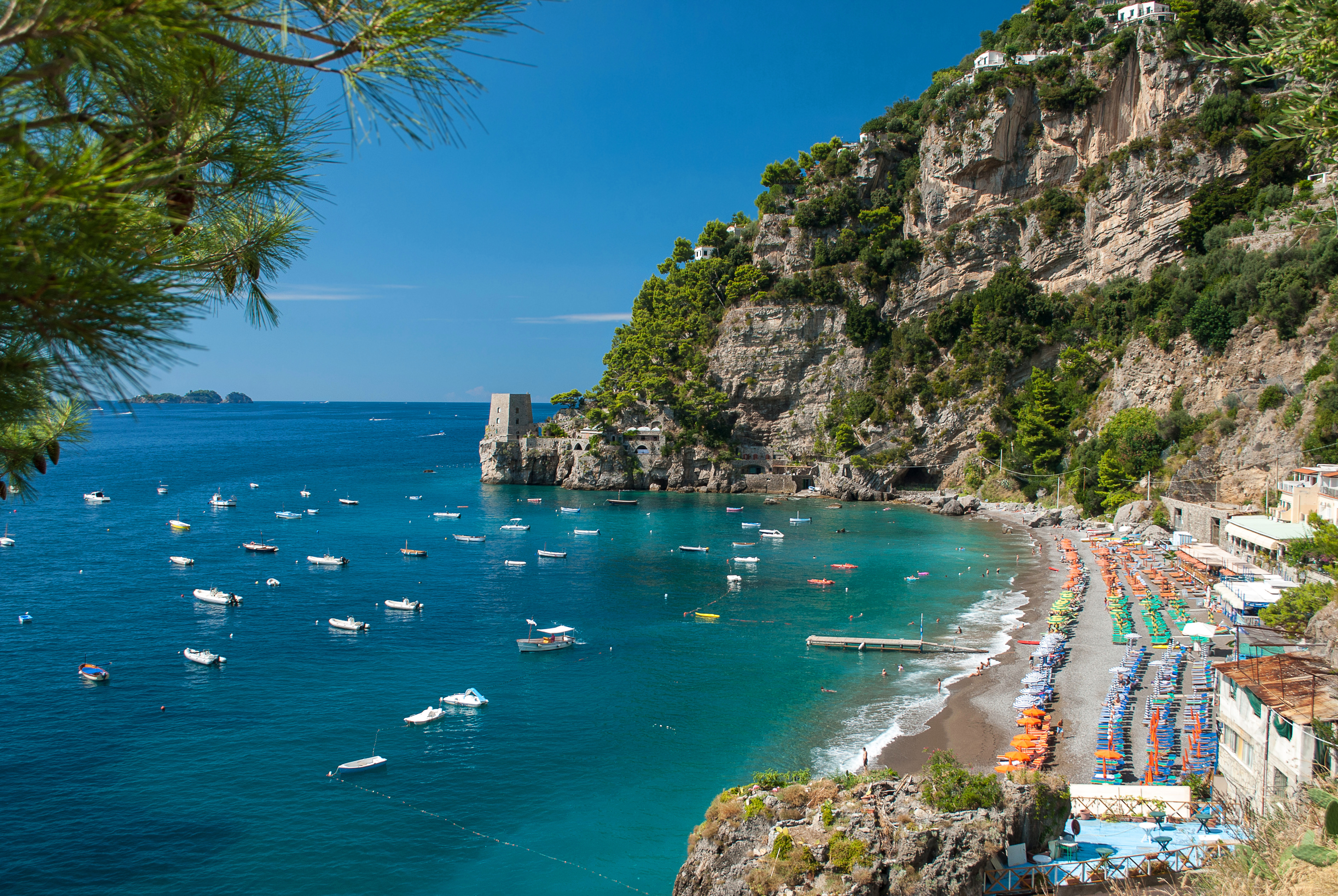
La spiaggia Fornillo a Positano

| Nº | Provincia | Spiaggia                                                                                 |
| -- | --------- | ---------------------------------------------------------------------------------------- |
| 16 | Napoli    | Anacapri: - Faro di Punta Carena - Gradola grotta Azzurra                                |
| 17 | Napoli    | Massa Lubrense: - Baia delle Sirene - Marina del Cantone - Marina di Puolo - Recommone   |
| 18 | Salerno   | Ascea                                                                                    |
| 19 | Salerno   | Vibonati                                                                                 |
| 20 | Salerno   | Centola: - Baia della Molpa (Buondormire, Marinella) - Palinuro (Le Saline, Dune, Porto) |
| 21 | Salerno   | Casal Velino: - Dominella Torre - Lungomare/Isola - Piani                                |
| 22 | Salerno   | Agropoli: - Lungomare San Marco - Trentova                                               |
| 23 | Salerno   | Montecorice: - San Nicola - Spiaggia Agnone - Capitello                                  |
| 24 | Salerno   | Sapri: - Lido San Giorgio                                                                |
| 25 | Salerno   | Pisciotta                                                                                |
| 26 | Salerno   | Pollica: - Acciaroli - Pioppi                                                            |
| 27 | Salerno   | Castellabate: - Lago Tresino - Marina Piccola - Punta Inferno - Pozzillo/San Marco       |
| 28 | Salerno   | Positano: - Arienzo - Fornillo                                                           |

### Emilia-Romagna

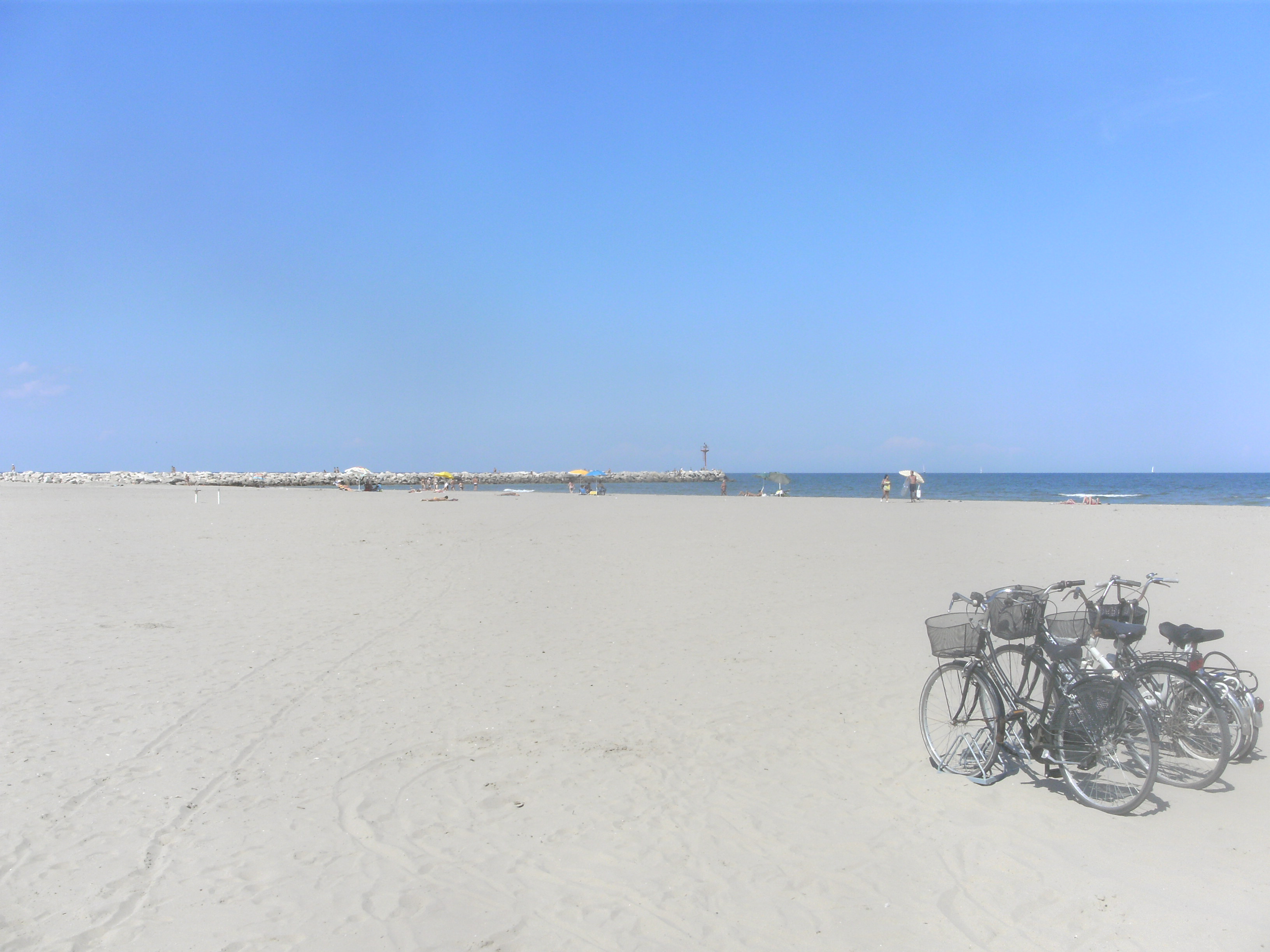
Lido degli Estensi a Comacchio

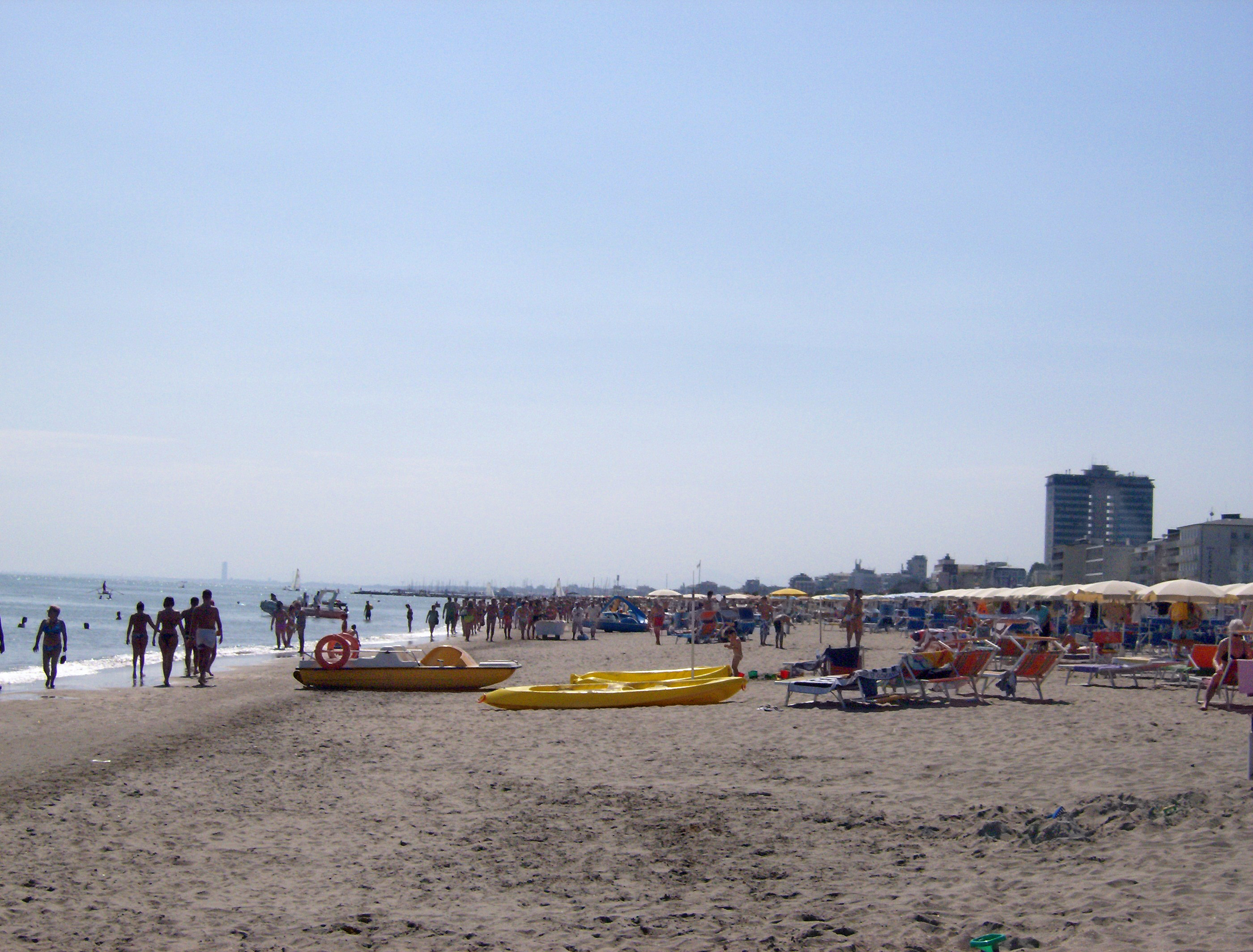
La spiaggia di Milano Marittima

| Nº | Provincia    | Spiaggia                               |
| -- | ------------ | -------------------------------------- |
| 29 | Ferrara      | Comacchio: - Lidi comacchiesi          |
| 30 | Forlì-Cesena | Gatteo                                 |
| 31 | Forlì-Cesena | San Mauro Pascoli                      |
| 32 | Forlì-Cesena | Cesenatico                             |
| 33 | Ravenna      | Ravenna: - Lidi Ravennati              |
| 34 | Ravenna      | Cervia: - Milano Marittima - Pinarella |
| 35 | Rimini       | Bellaria-Igea Marina                   |
| 36 | Rimini       | Misano Adriatico                       |
| 37 | Rimini       | Cattolica                              |

### Friuli-Venezia Giulia

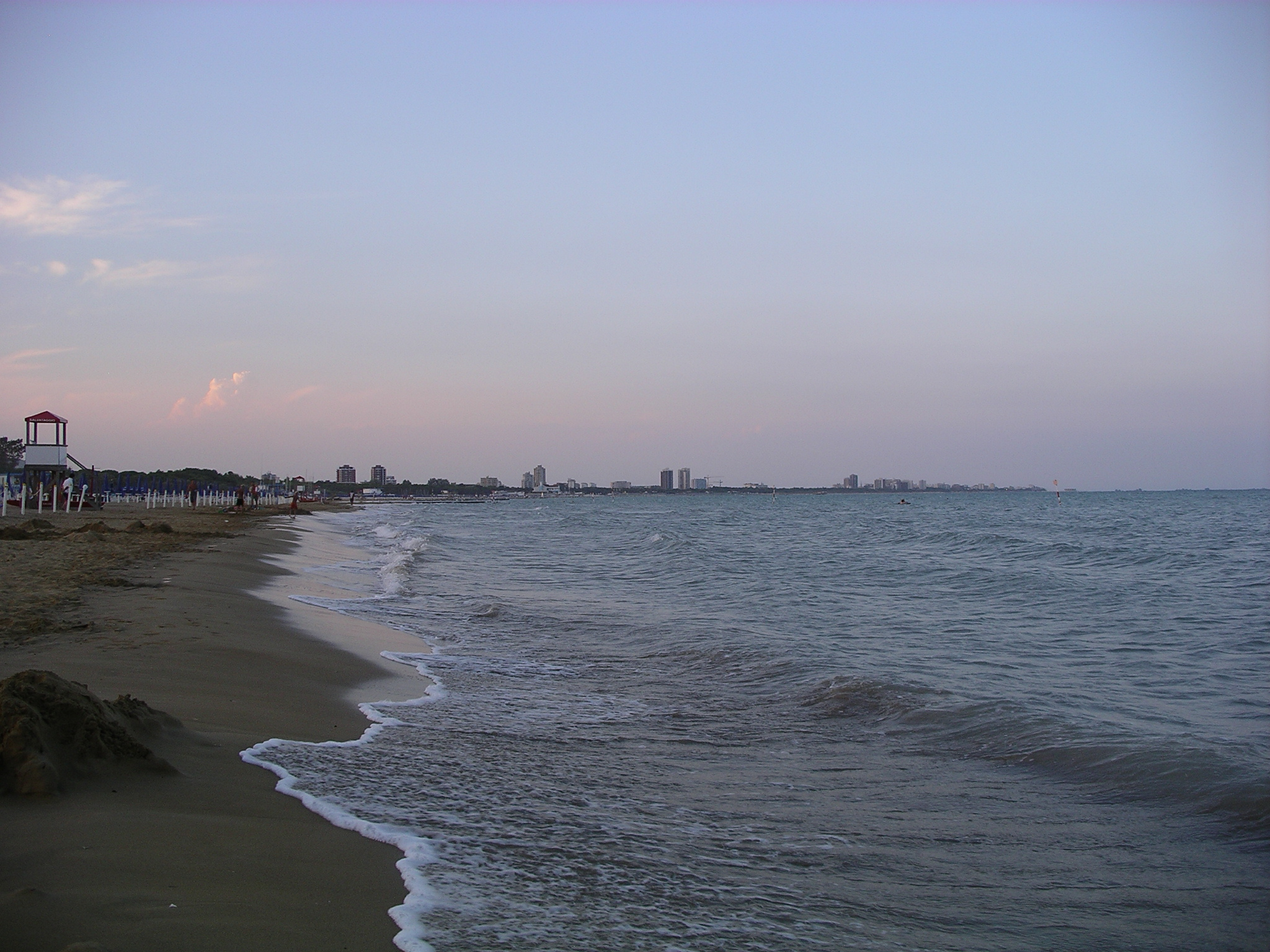
La spiaggia di Lignano Sabbiadoro

| Nº | Provincia | Spiaggia           |
| -- | --------- | ------------------ |
| 38 | Gorizia   | Grado              |
| 39 | Udine     | Lignano Sabbiadoro |

### Lazio

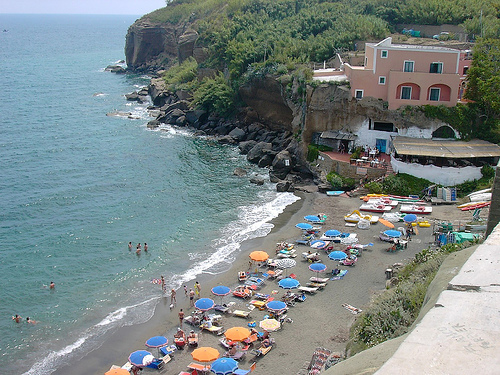
La spiaggia di Cala Nave a Ventotene

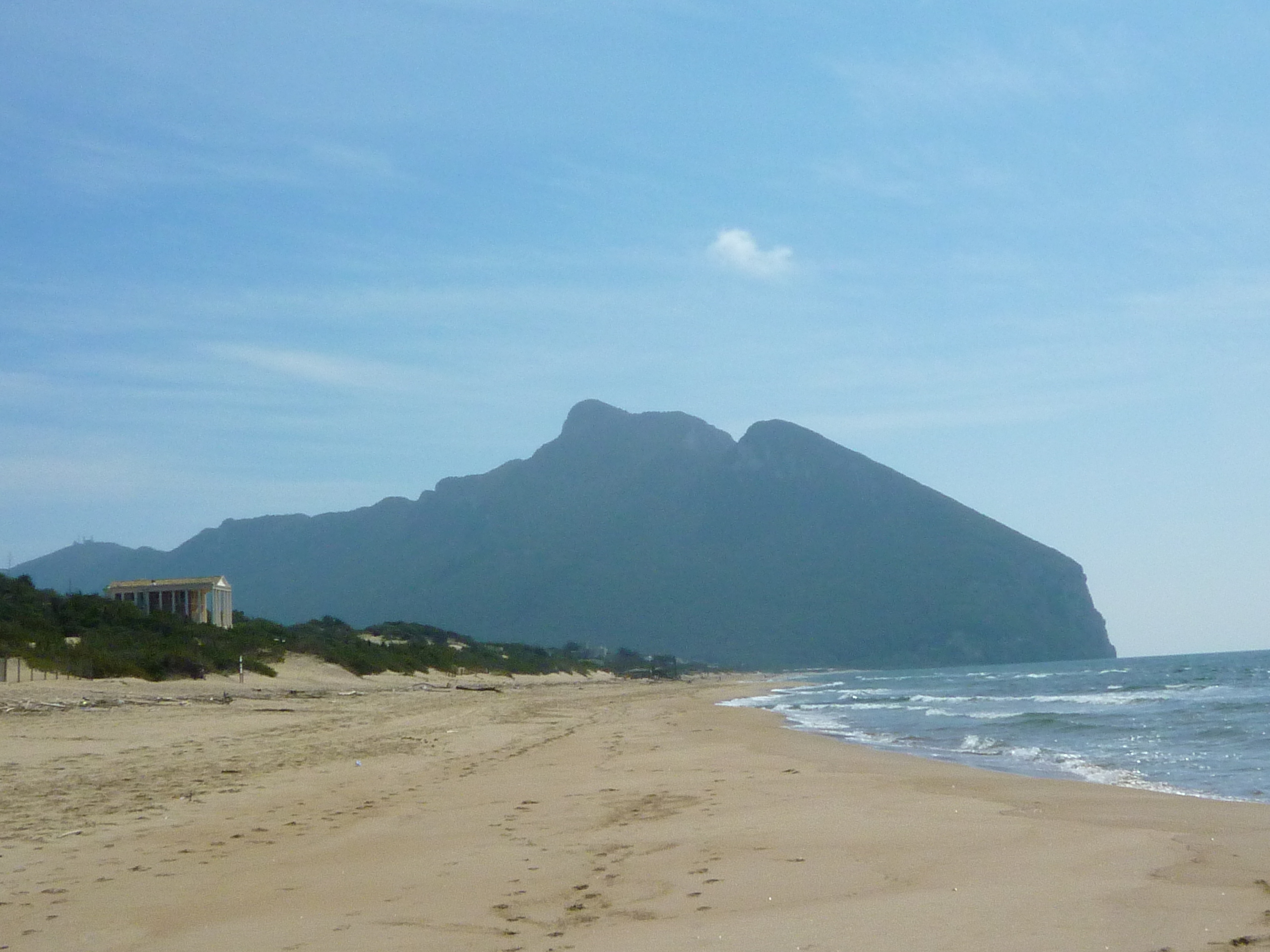
La spiaggia di Sabaudia con vista del monte Circeo

| Nº | Provincia | Spiaggia                                 |
| -- | --------- | ---------------------------------------- |
| 40 | Latina    | Latina                                   |
| 41 | Latina    | Ventotene: - Cala Nave                   |
| 42 | Latina    | San Felice Circeo                        |
| 43 | Latina    | Gaeta                                    |
| 44 | Latina    | Sperlonga                                |
| 45 | Latina    | Sabaudia                                 |
| 46 | Roma      | Anzio: - Levante - Ponente - Tor Caldara |

### Liguria

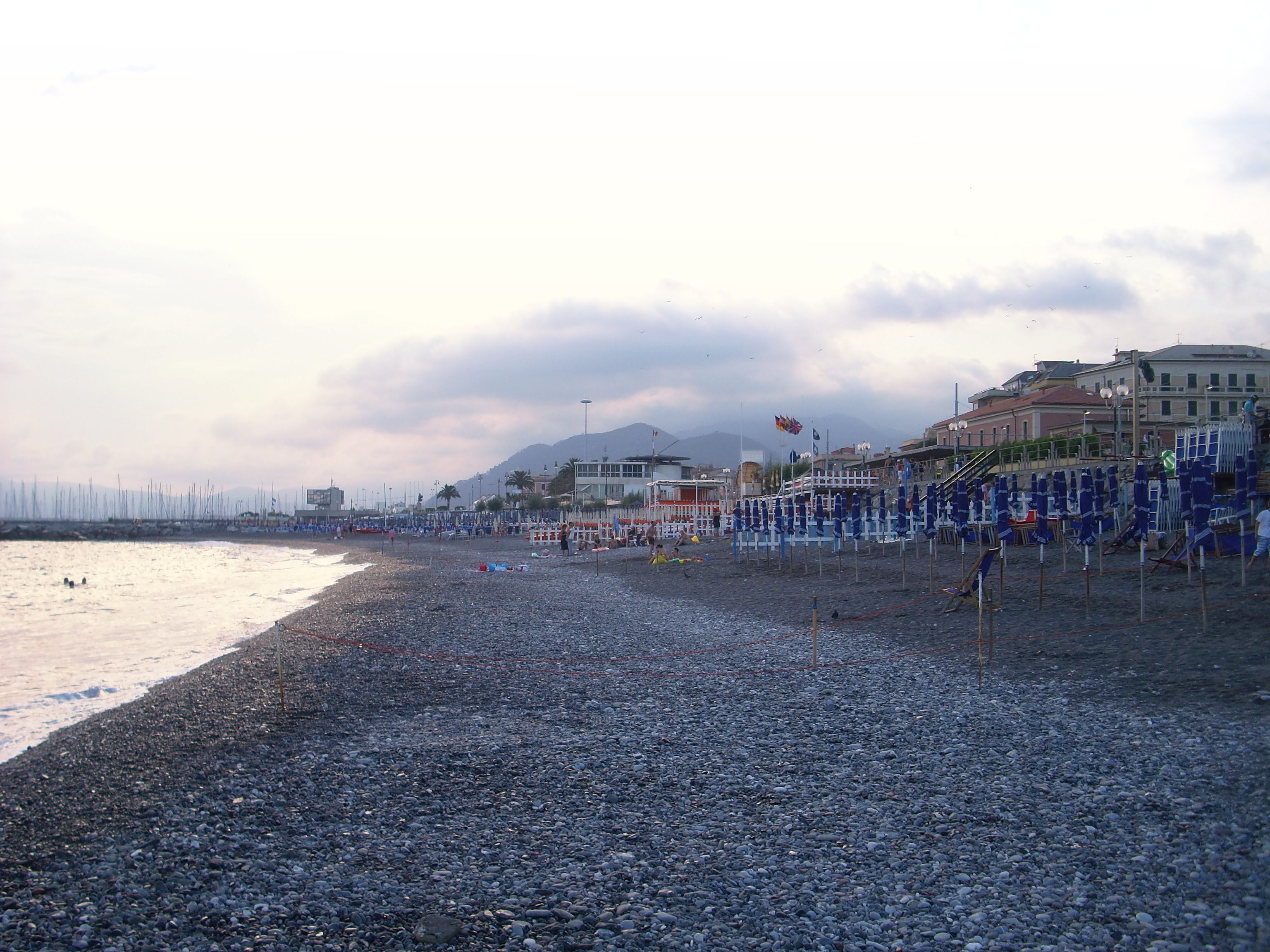
La spiaggia di Lavagna

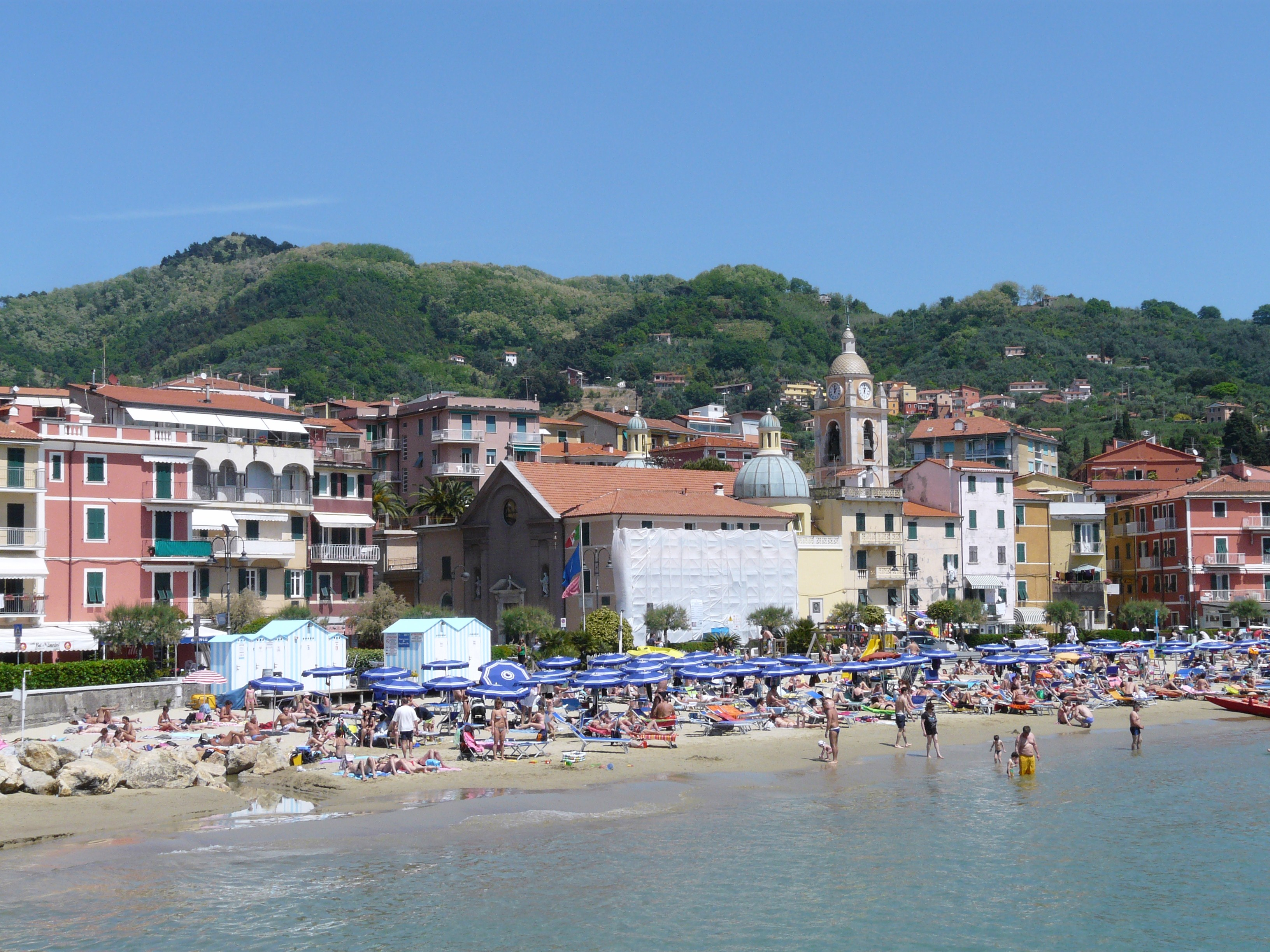
La spiaggia di San Terenzo a Lerici

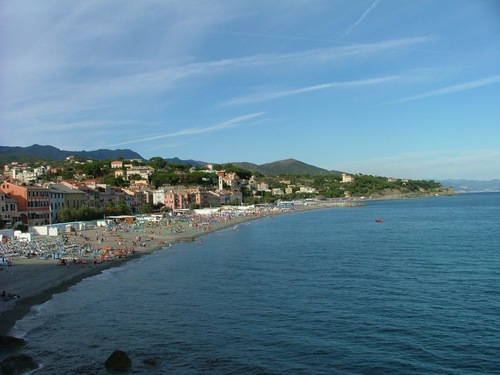
La spiaggia di Celle Ligure

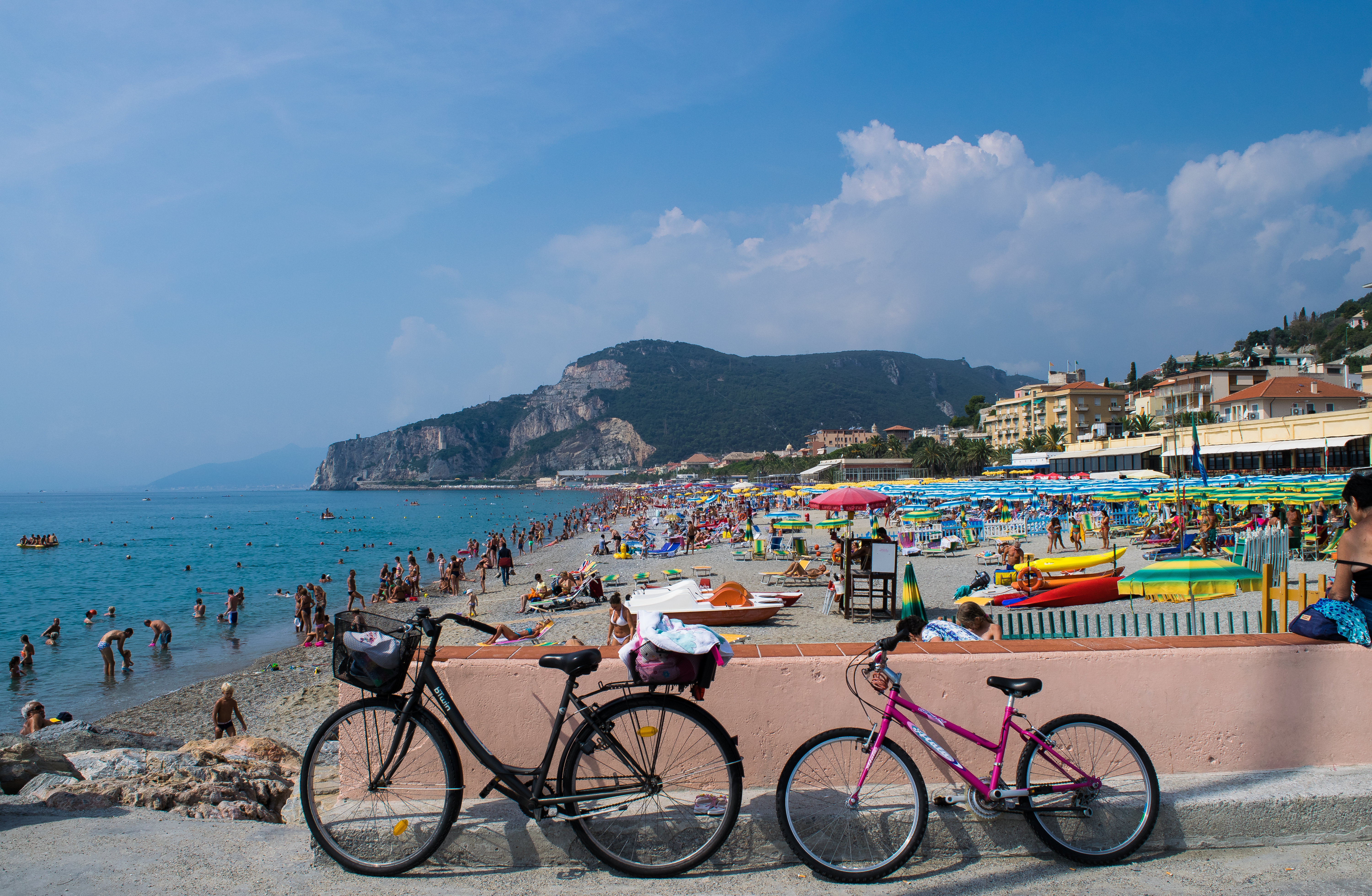
La spiaggia di Finale Ligure

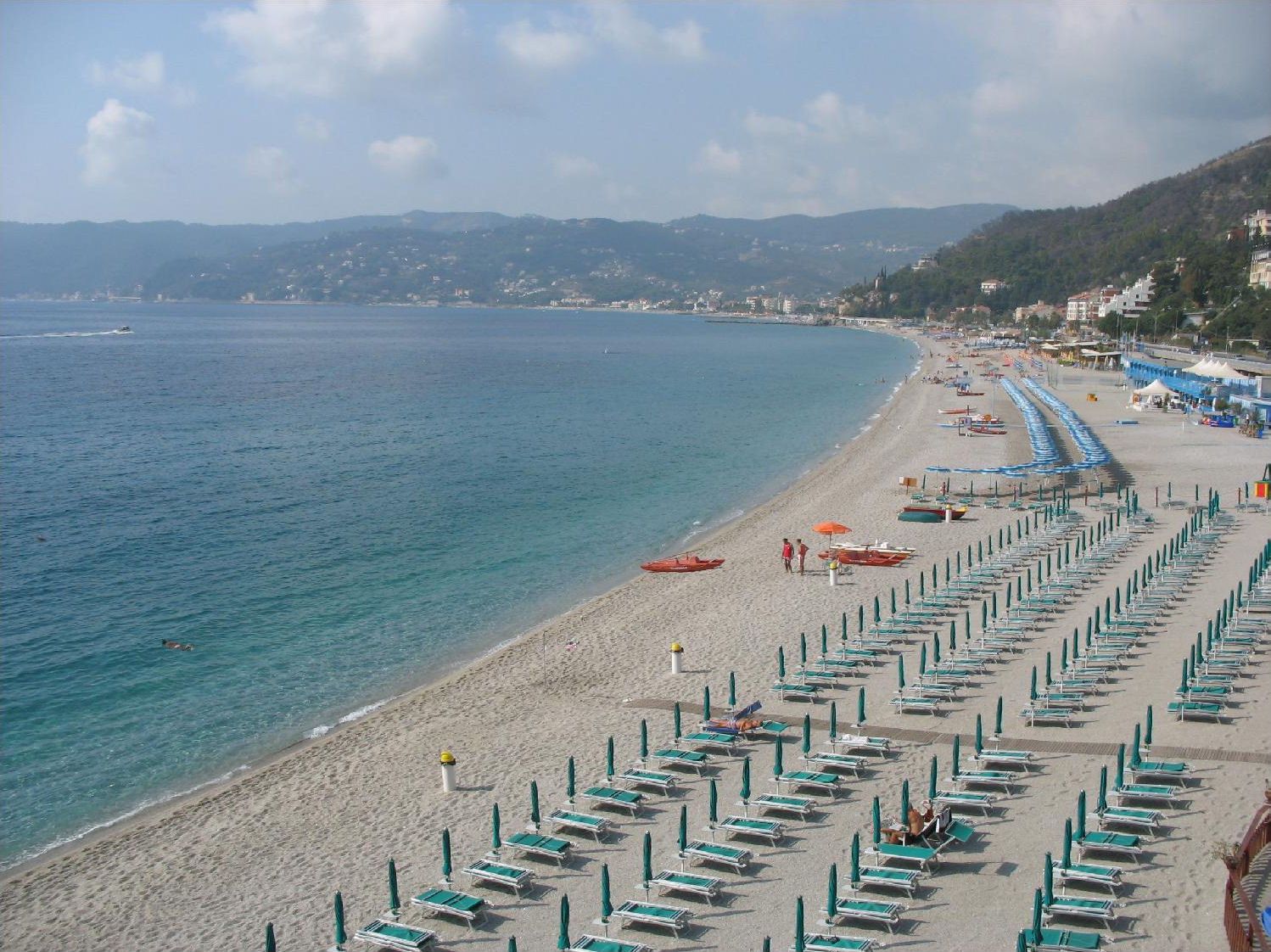
La spiaggia di Bergeggi

| Nº | Provincia | Spiaggia                                                                       |
| -- | --------- | ------------------------------------------------------------------------------ |
| 47 | Genova    | Lavagna                                                                        |
| 48 | Genova    | Moneglia                                                                       |
| 49 | Genova    | Chiavari: - Zona Gli Scogli                                                    |
| 50 | Imperia   | Bordighera                                                                     |
| 51 | Imperia   | San Lorenzo al Mare: - U Nostromu/Prima Punta - Baia delle Vele                |
| 52 | Imperia   | Santo Stefano al Mare: - Baia Azzurra                                          |
| 53 | La Spezia | Framura: - Fornaci                                                             |
| 54 | La Spezia | Lerici: - Baia Blu - Fiascherino - Lido - San Terenzo/Colombo - Venere Azzurra |
| 55 | La Spezia | Ameglia: - Fiumaretta                                                          |
| 56 | Savona    | Albisola Superiore                                                             |
| 57 | Savona    | Pietra Ligure: - Ponente                                                       |
| 58 | Savona    | Albissola Marina                                                               |
| 59 | Savona    | Celle Ligure: - Levante - Ponente                                              |
| 60 | Savona    | Spotorno: - Spiaggia di Spotorno (Zona Moli Sirio e Sant'Antonio)              |
| 61 | Savona    | Varazze: - Arrestra - Ponente Teiro - Piani d'Invrea                           |
| 62 | Savona    | Noli: - Lido                                                                   |
| 63 | Savona    | Finale Ligure                                                                  |
| 64 | Savona    | Savona: - Fornaci                                                              |
| 65 | Savona    | Loano: - Litorale Sud                                                          |
| 66 | Savona    | Bergeggi                                                                       |

### Lombardia
| Nº | Provincia | Spiaggia                       |
| -- | --------- | ------------------------------ |
| 67 | Brescia   | Gardone Riviera: - Lido/Casinò |

### Marche

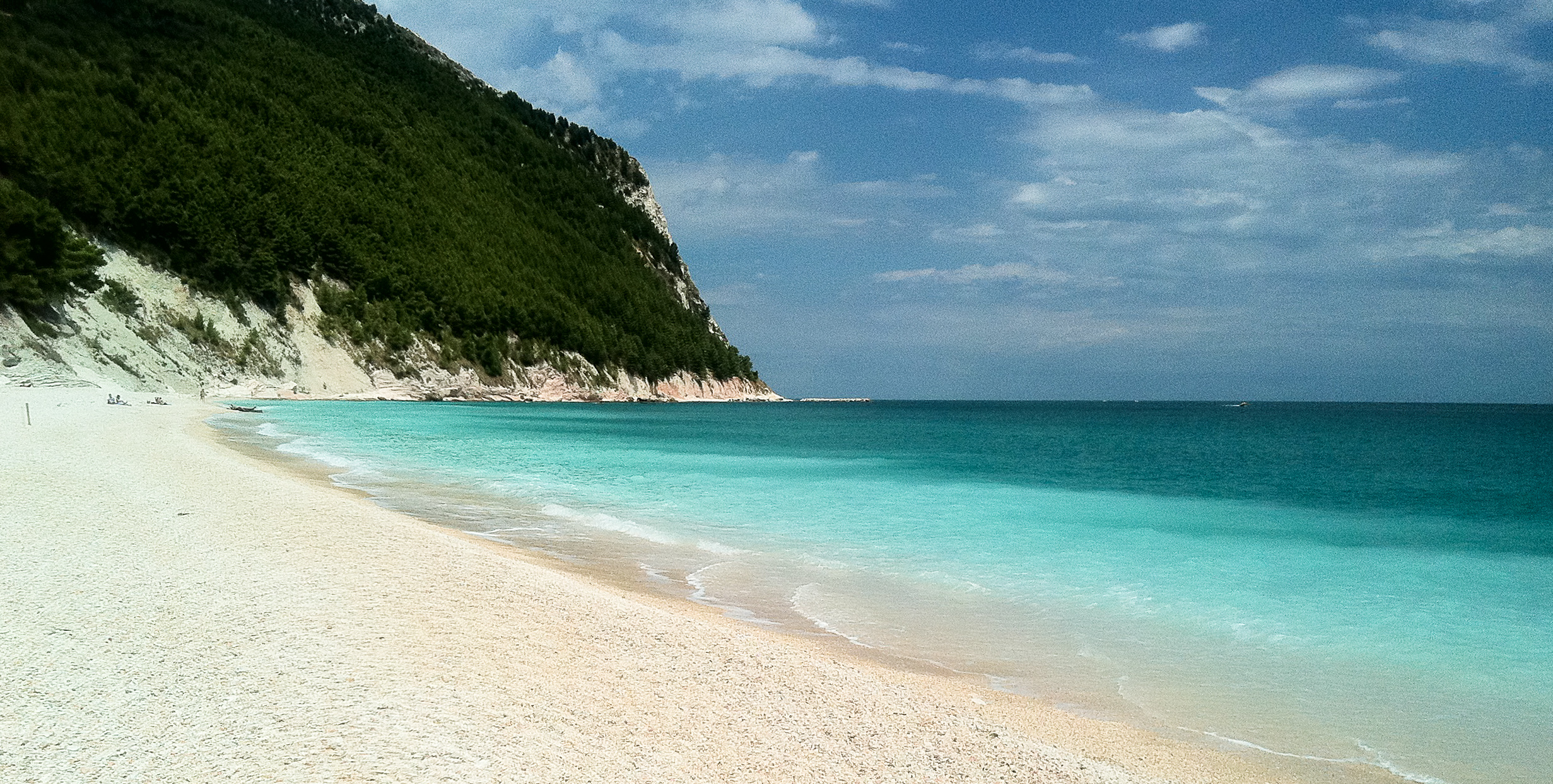
La spiaggia di Sirolo

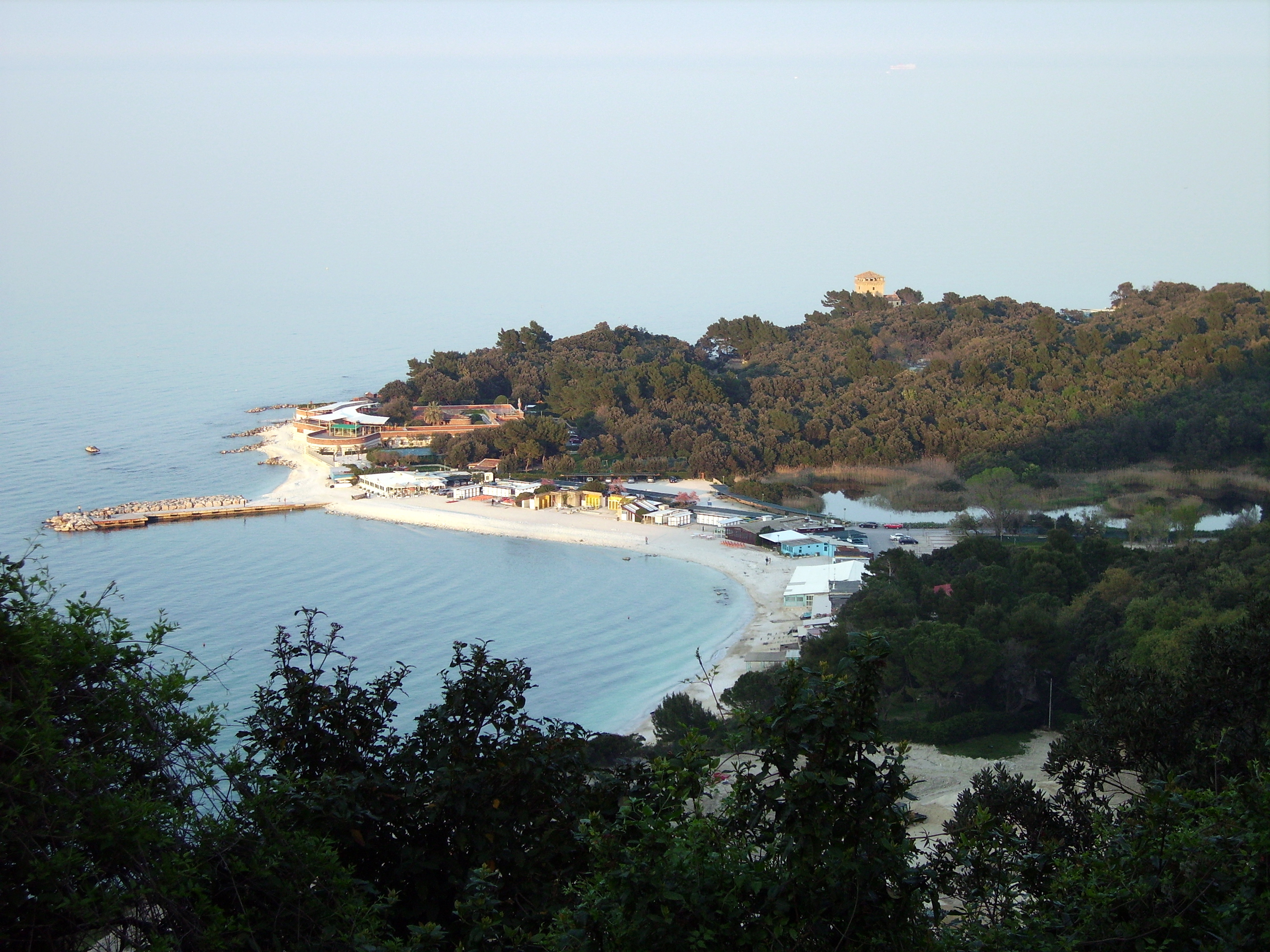
La spiaggia di Portonovo ad Ancona

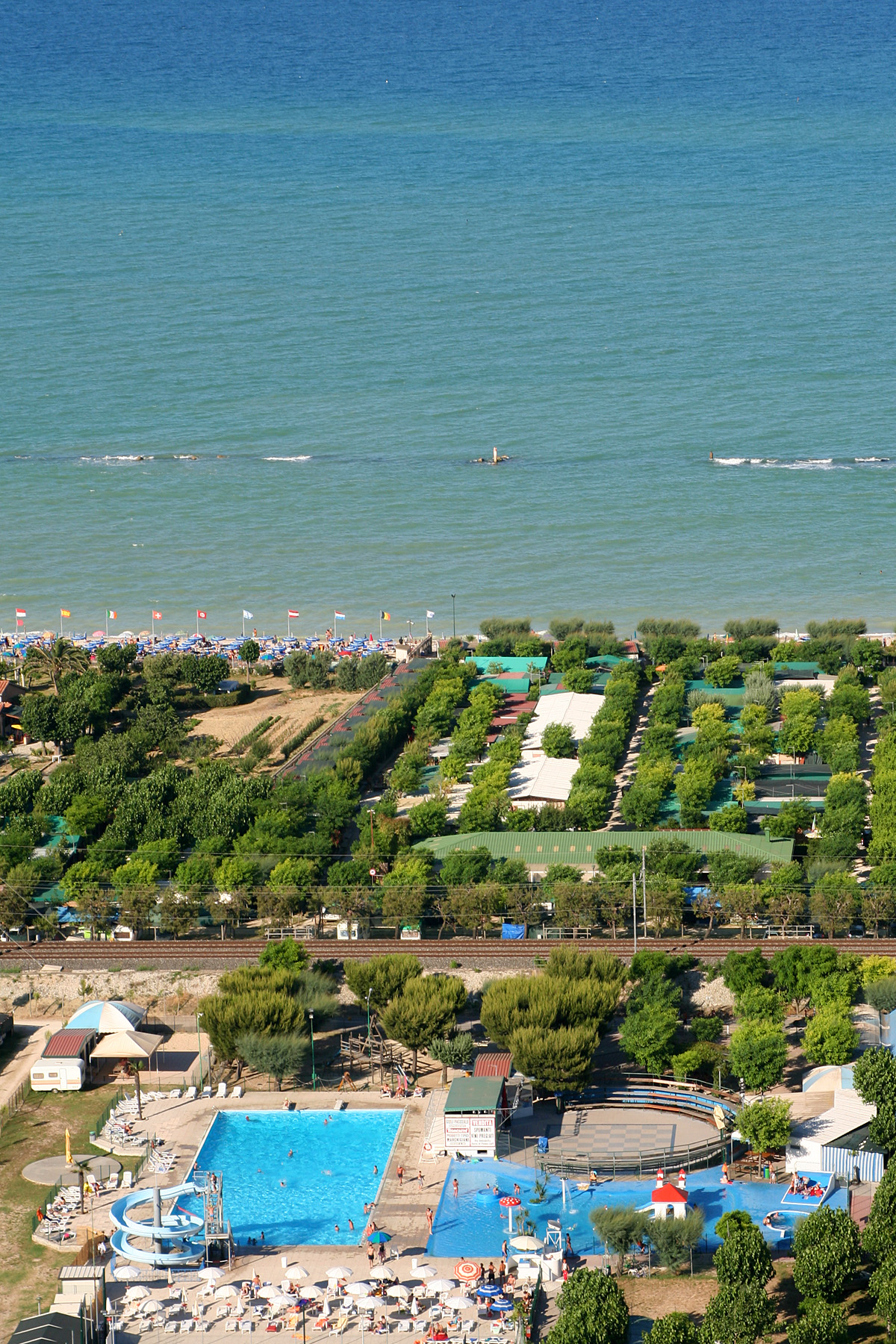
Uno scorcio della spiaggia di Grottammare

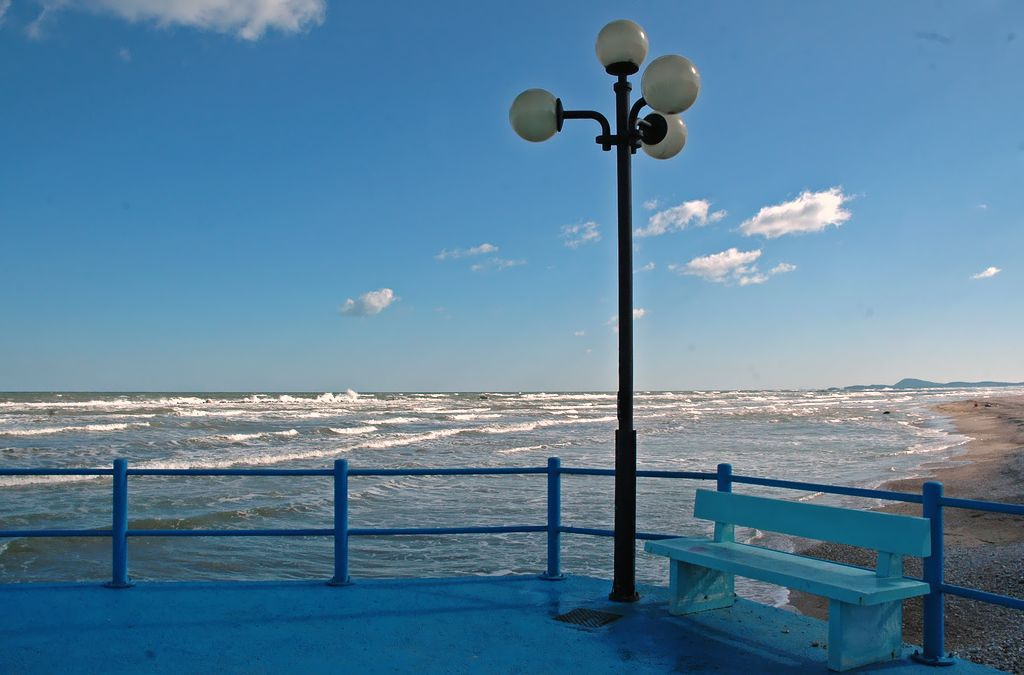
Uno scorcio del molo e della spiaggia di Marotta a Mondolfo

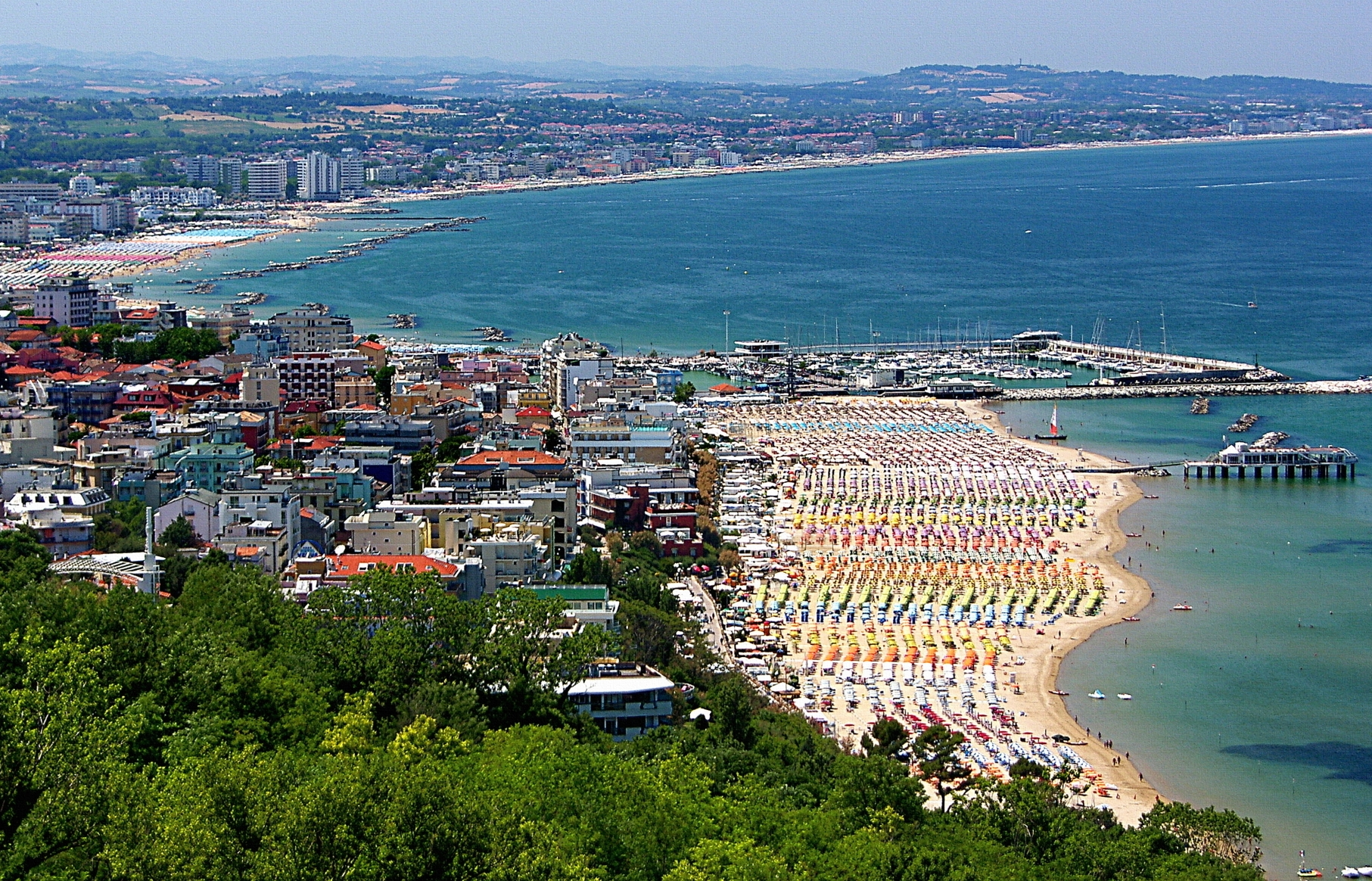
La spiaggia di Gabicce Mare

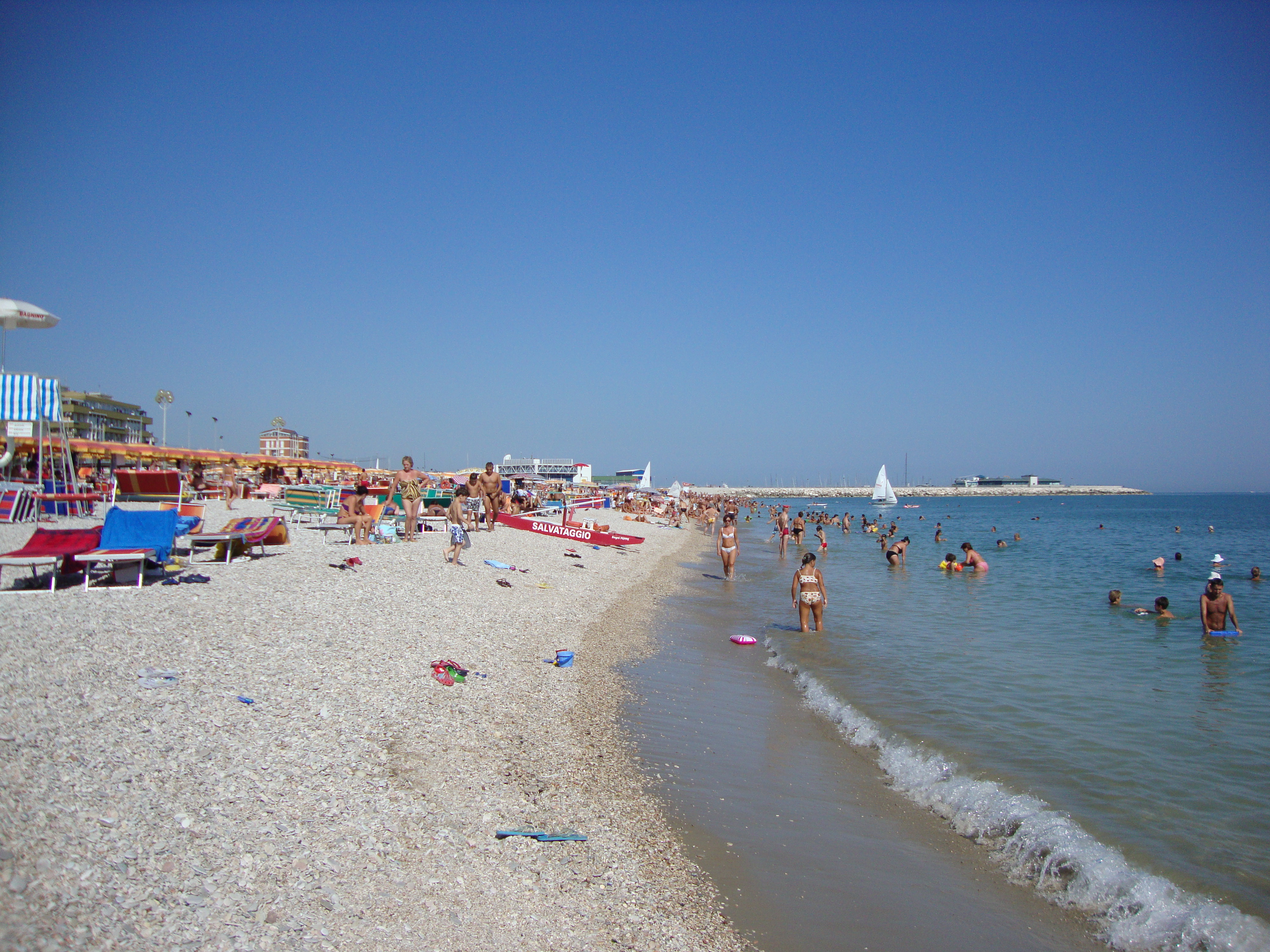
La spiaggia di Fano

| Nº | Provincia       | Spiaggia                                               |
| -- | --------------- | ------------------------------------------------------ |
| 68 | Ancona          | Sirolo: - Sassi neri/San Michele - Urbani              |
| 69 | Ancona          | Ancona: - Portonovo                                    |
| 70 | Ancona          | Numana: - Bassa Marcelli Nord - Alta                   |
| 71 | Ancona          | Senigallia: - Levante - Ponente                        |
| 72 | Ascoli Piceno   | Cupra Marittima                                        |
| 73 | Ascoli Piceno   | San Benedetto del Tronto: - Riviera delle Palme        |
| 74 | Ascoli Piceno   | Grottammare                                            |
| 75 | Fermo           | Fermo: - Lido, Marina Palmense                         |
| 76 | Fermo           | Porto Sant'Elpidio: - Lido                             |
| 77 | Fermo           | Pedaso: - Lungomare Centro                             |
| 78 | Fermo           | Porto San Giorgio                                      |
| 79 | Macerata        | Potenza Picena: - Porto Potenza Picena                 |
| 80 | Macerata        | Civitanova Marche                                      |
| 81 | Pesaro e Urbino | Mondolfo: - Marotta                                    |
| 82 | Pesaro e Urbino | Gabicce Mare                                           |
| 83 | Pesaro e Urbino | Pesaro: - Ponente - Baia Flaminia - Levante/Sottomonte |
| 84 | Pesaro e Urbino | Fano                                                   |

### Molise

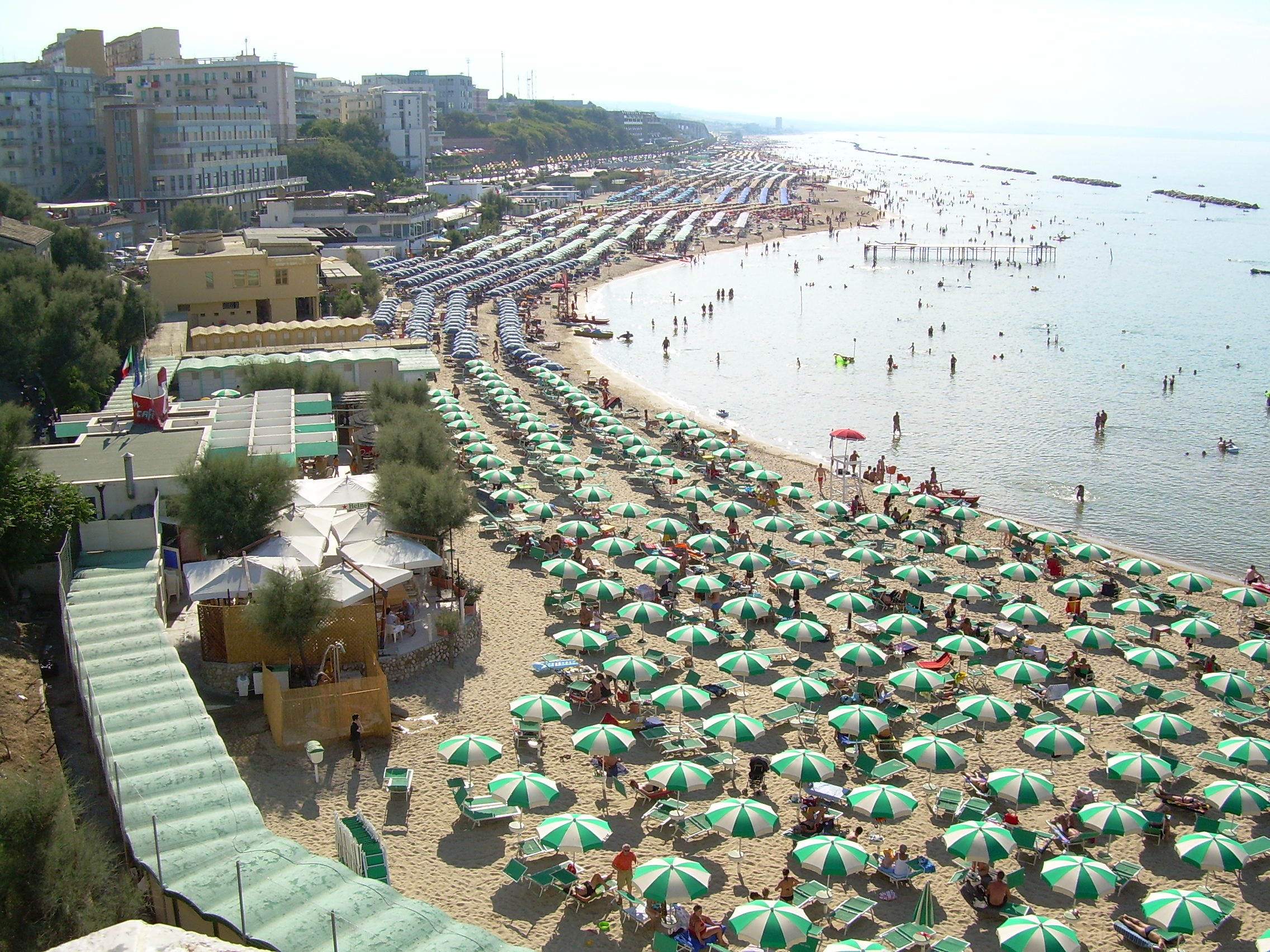
La spiaggia di Termoli

| Nº | Provincia  | Spiaggia                                               |
| -- | ---------- | ------------------------------------------------------ |
| 85 | Campobasso | Petacciato: - Marina                                   |
| 86 | Campobasso | Campomarino                                            |
| 87 | Campobasso | Termoli: - Lungomare Sud - Lungomare Nord/Sant'Antonio |

### Piemonte
| Nº | Provincia            | Spiaggia        |
| -- | -------------------- | --------------- |
| 88 | Verbano-Cusio-Ossola | Cannero Riviera |

### Puglia

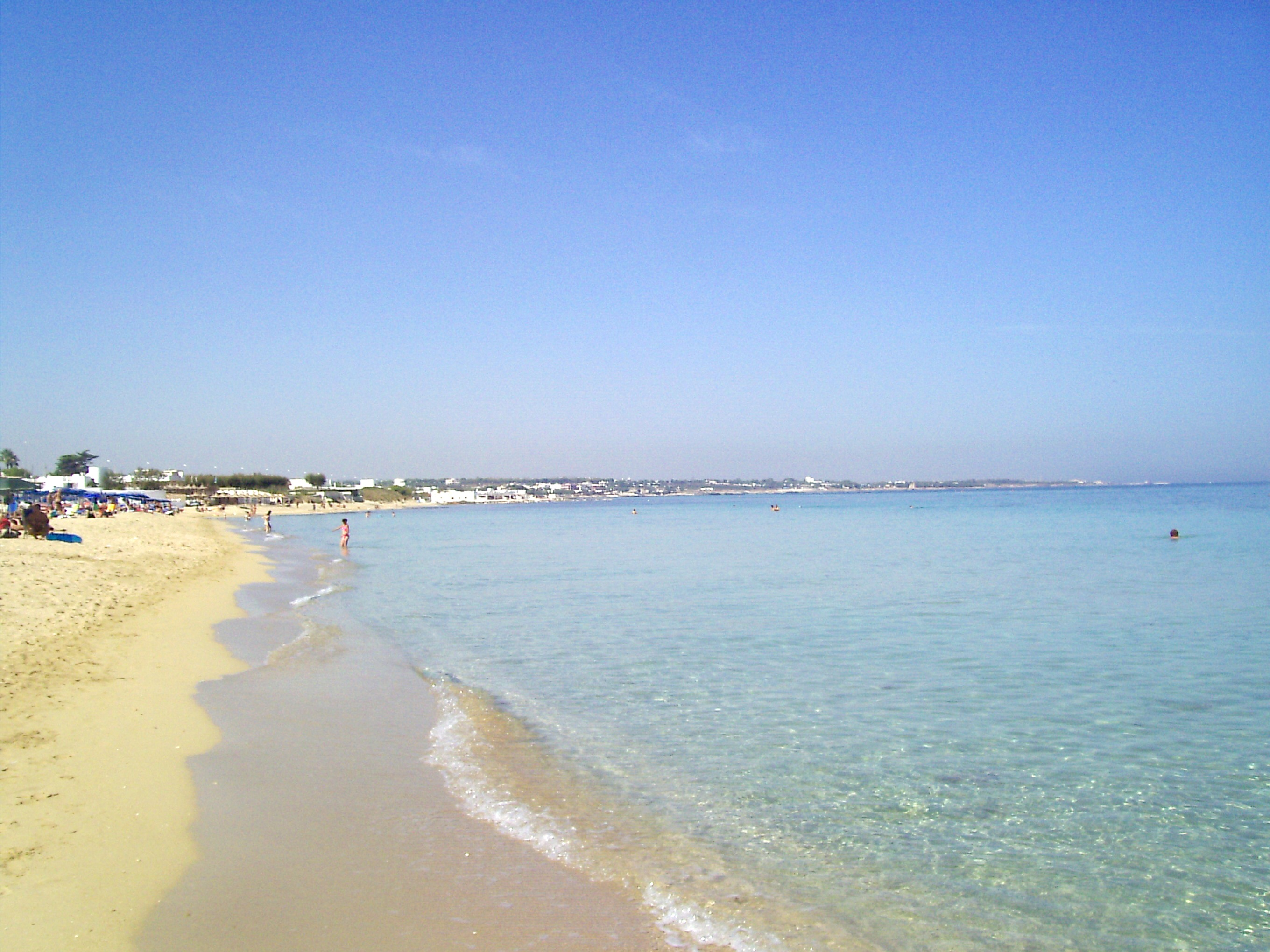
La spiaggia di Capitolo a Monopoli

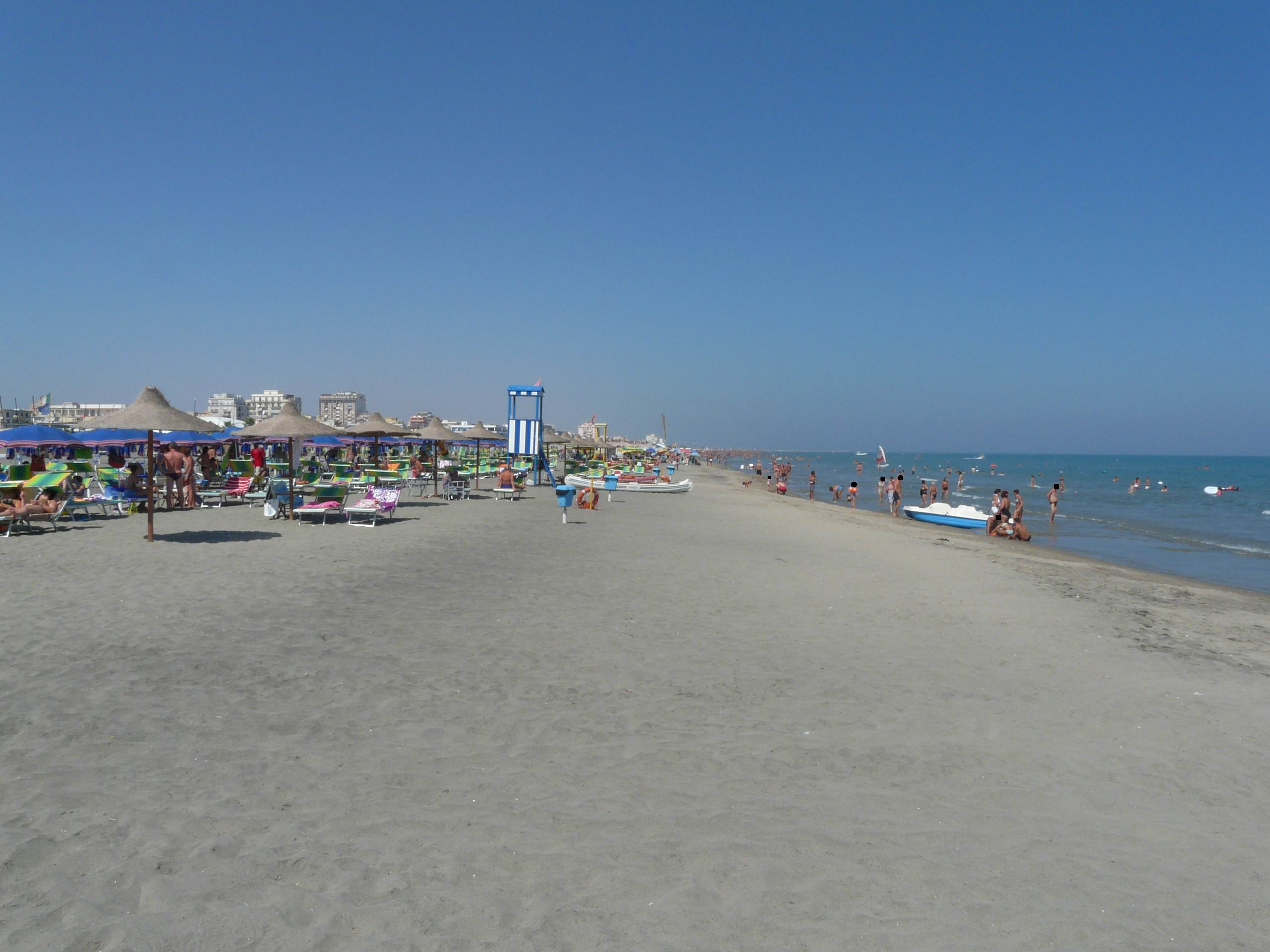
La spiaggia di Margherita di Savoia

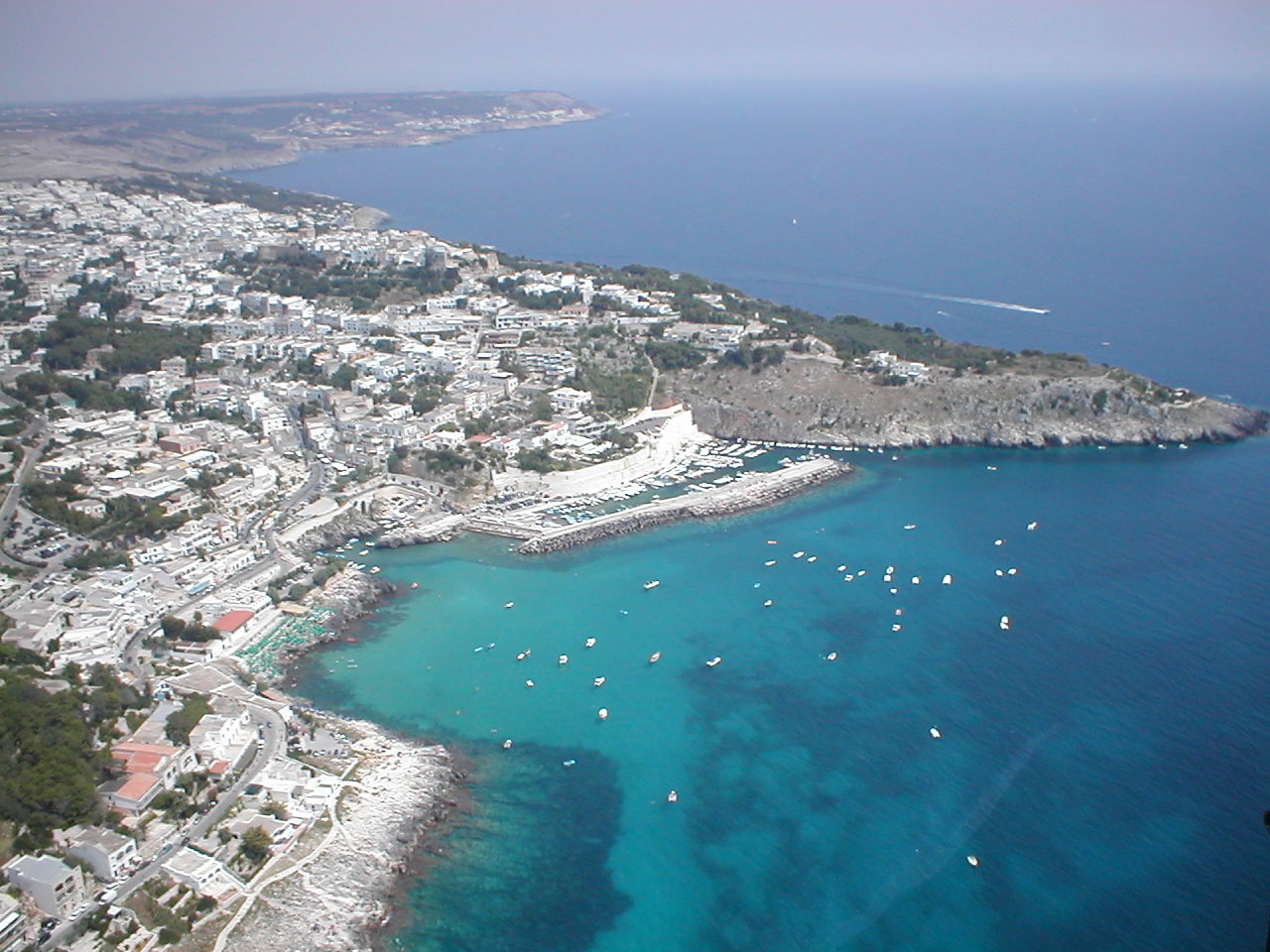
La spiaggia di Castro

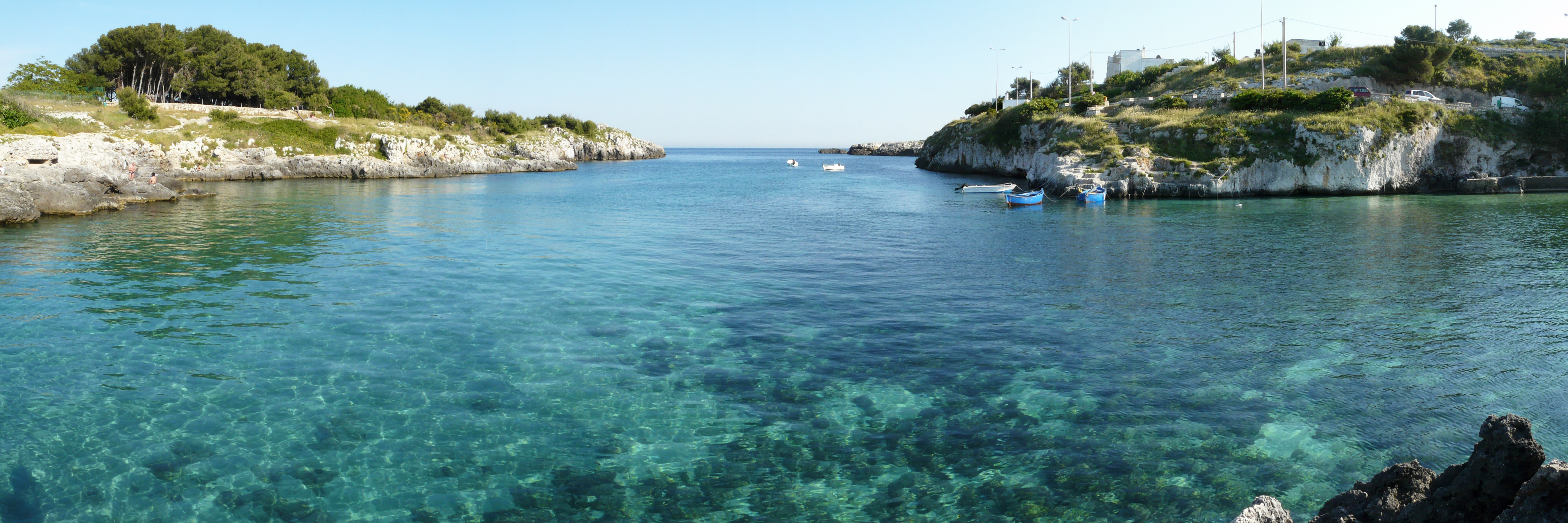
Porto Badisco ad Otranto

| Nº | Provincia             | Spiaggia                                                                                  |
| -- | --------------------- | ----------------------------------------------------------------------------------------- |
| 89 | Bari                  | Polignano a Mare: - Cala Fetente - Cala Ripagnola - Cala San Giovanni - Spiaggia San Vito |
| 90 | Bari                  | Monopoli: - Lido Rosso - Castel S.Stefano - Capitolo                                      |
| 91 | Barletta-Andria-Trani | Margherita di Savoia: - Centro Urbano Canna Fesca                                         |
| 92 | Brindisi              | Fasano                                                                                    |
| 93 | Brindisi              | Ostuni: - Creta Rossa - Lido Fontanelle - Lido Morelli/Pilone - Rosa Marina               |
| 94 | Lecce                 | Melendugno                                                                                |
| 95 | Lecce                 | Salve                                                                                     |
| 96 | Lecce                 | Castro: - La sorgente - Zinzulusa                                                         |
| 97 | Lecce                 | Otranto                                                                                   |
| 98 | Taranto               | Ginosa                                                                                    |

### Sardegna

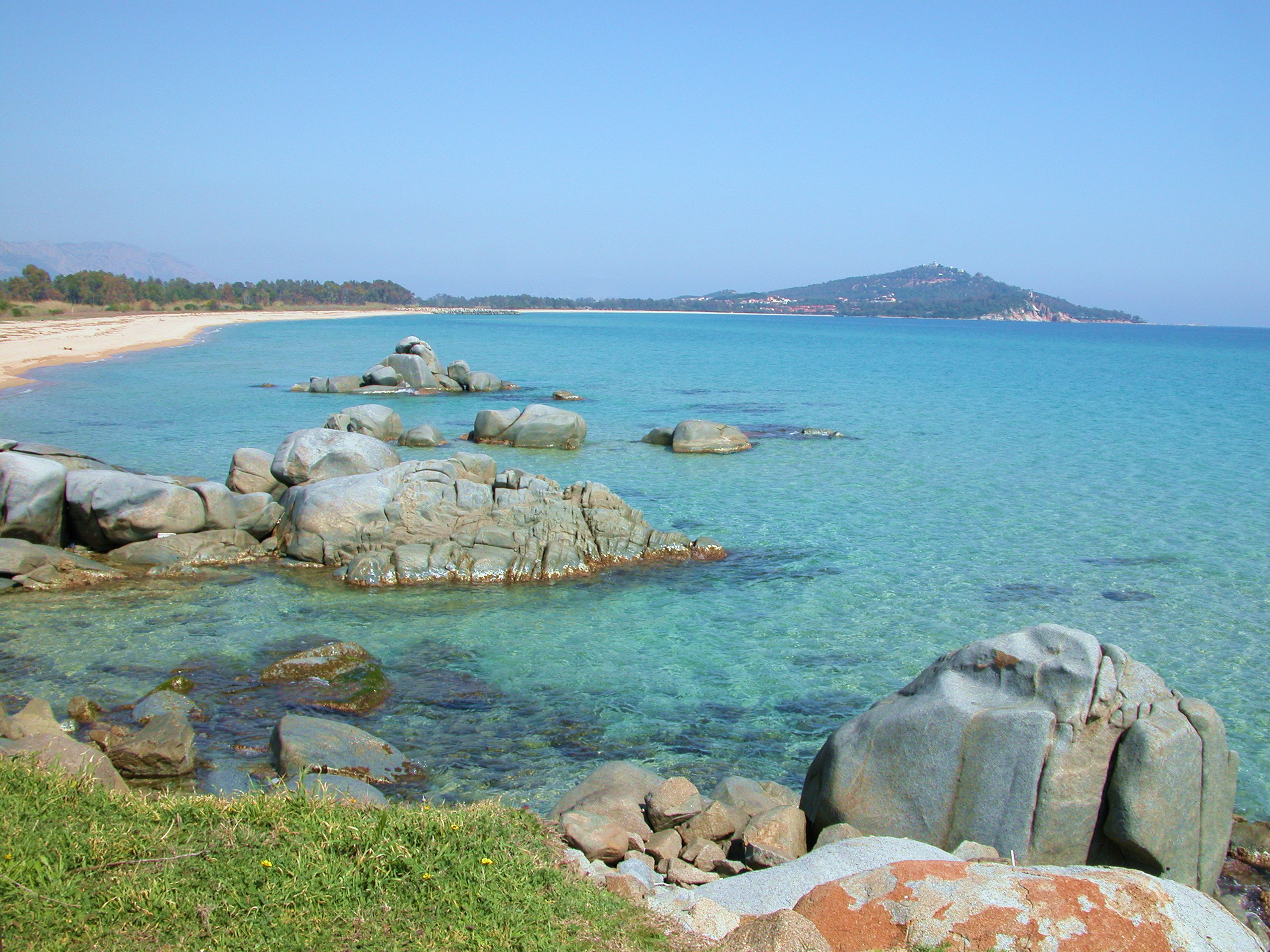
Lido di Orrì a Tortolì

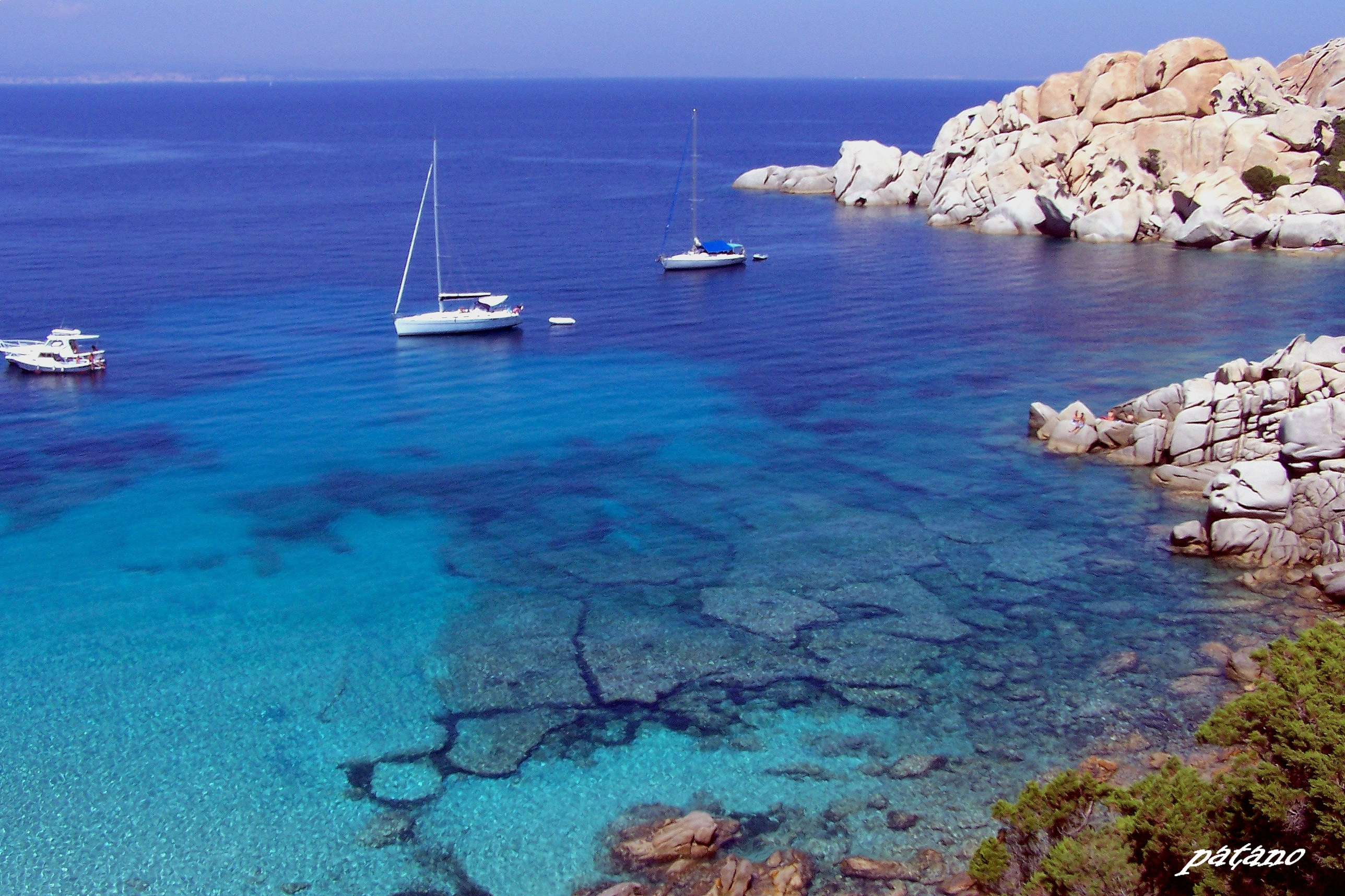
Capo Testa a Santa Teresa di Gallura

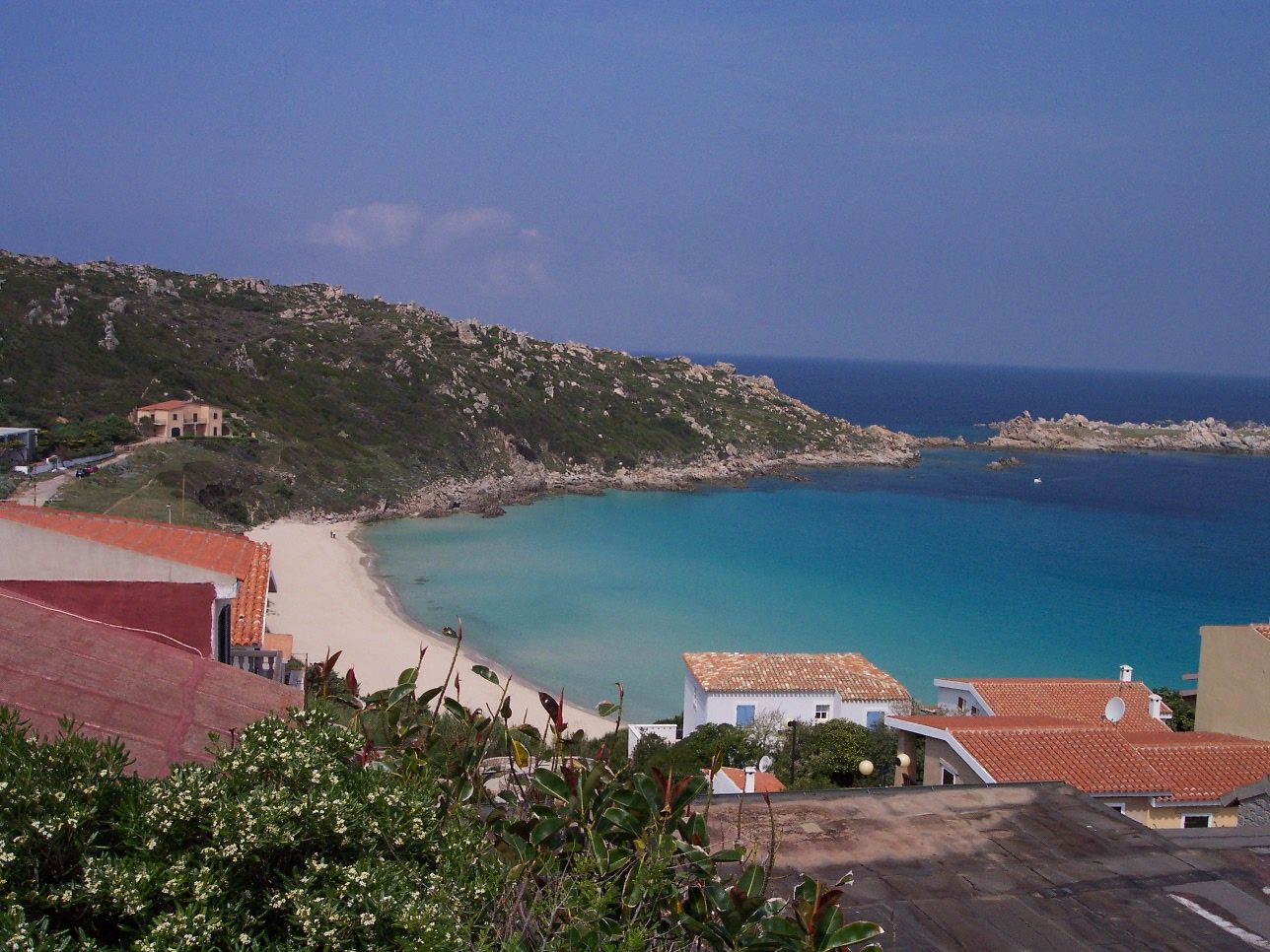
La spiaggia di Rena Bianca a Santa Teresa di Gallura

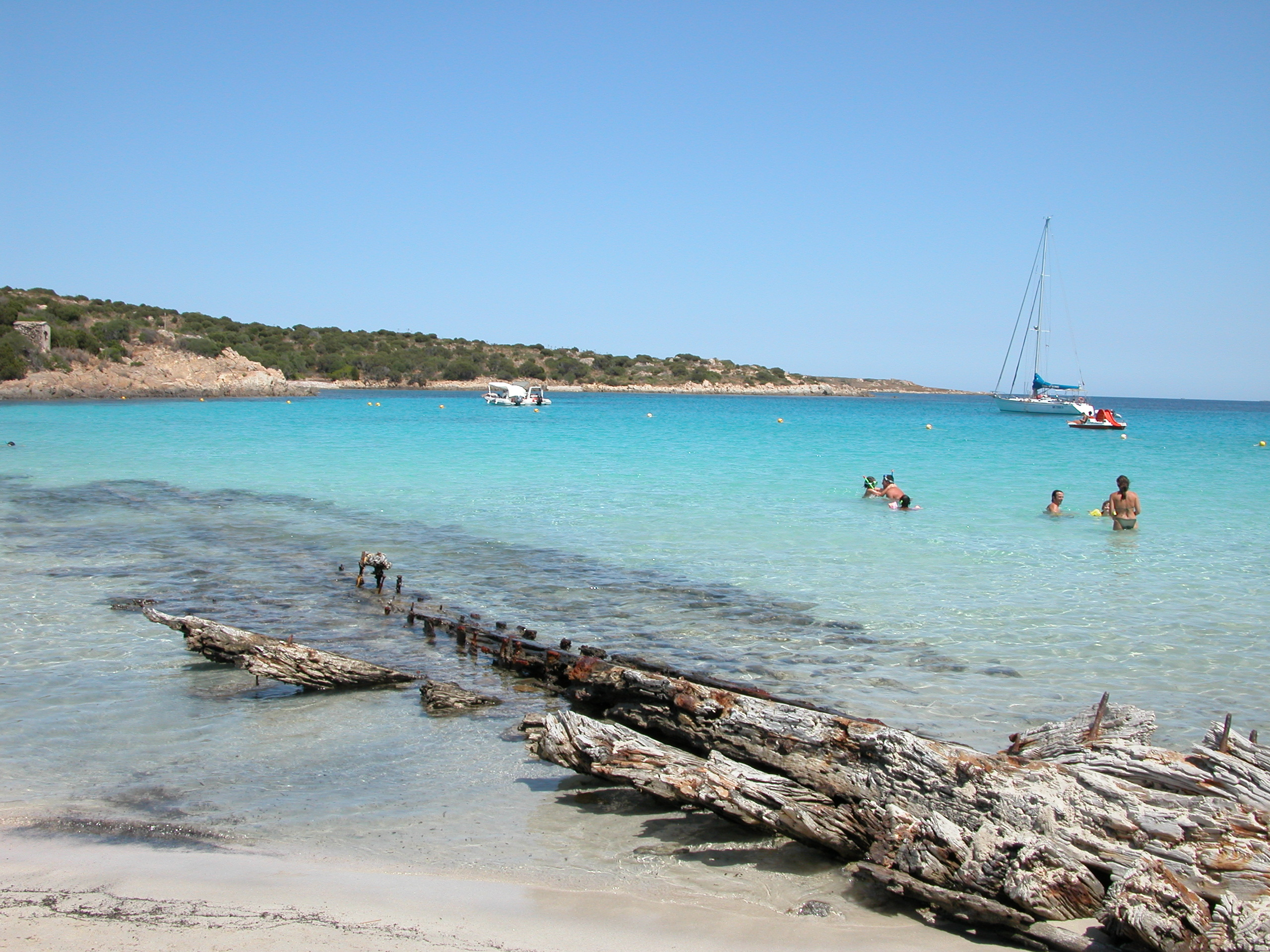
La spiaggia del relitto alla Maddalena

| Nº  | Provincia | Spiaggia |
| --- | --------- | --- |
| 99  | Cagliari  | Quartu Sant'Elena: - Poetto - Mare Pintau                                                                                          |
| 100 | Nuoro     | Tortolì: - Lido di Cea - Lido di Orri (I e II) - Muxi (II Golfetto) - Orrì Foxilioni - Ponente (Nota la Capannina) - Porto Frailis |
| 101 | Sassari   | Palau: - L'Isuledda Porto Pollo - La Sciumara - Liscia - Vecchio                                                                   |
| 102 | Sassari   | Santa Teresa di Gallura: - Rena Bianca, Capo Testa Ponente                                                                         |
| 103 | Sassari   | La Maddalena: - Caprera (Due Mari) - Caprera/Relitto - Porto Lungo - Spalmatore - Spiaggia Munte d'Arena                           |
| 104 | Oristano  | Oristano: - Torre Grande |

### Sicilia

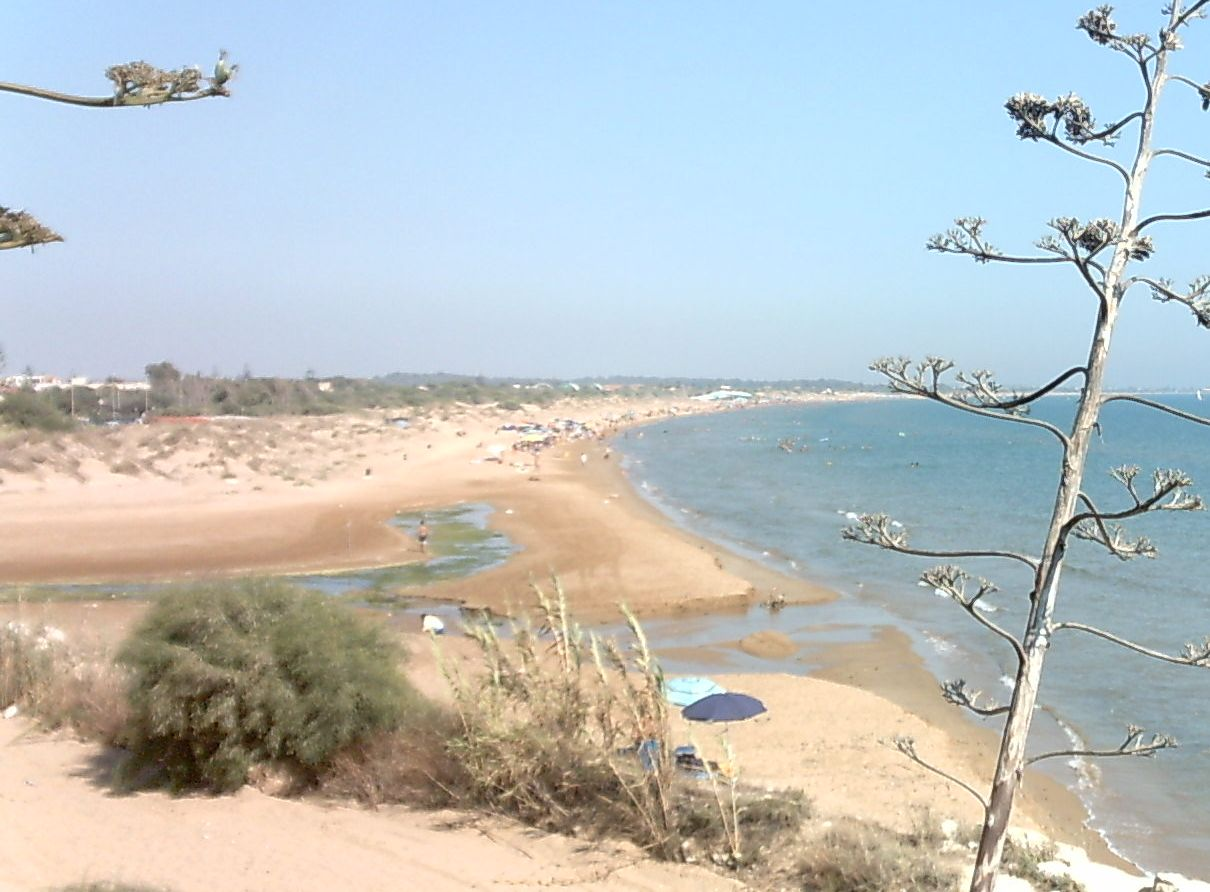
La spiaggia di Santa Maria del Focallo ad Ispica

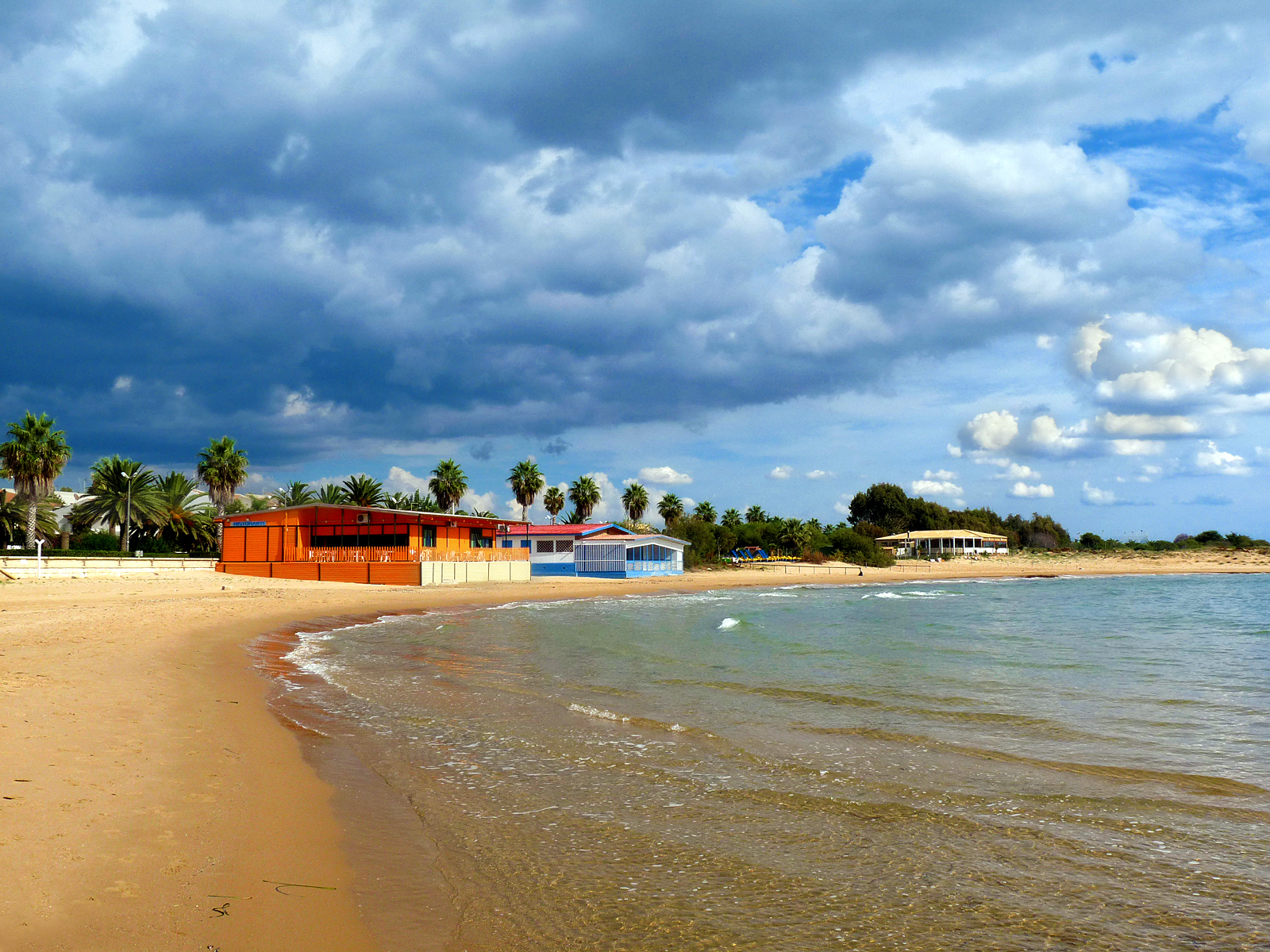
La spiaggia di Marina di Ragusa

| Nº  | Provincia | Spiaggia                                                                          |
| --- | --------- | --------------------------------------------------------------------------------- |
| 105 | Agrigento | Menfi: - Lido Fiori Bertolino - Porto Palo Cipollazzo                             |
| 106 | Messina   | Lipari: - Acquacalda - Canneto - Vulcano Spiagge Termali - Vulcano Spiaggia Gelso |
| 107 | Ragusa    | Ispica: - Cirica - Santa Maria del Focallo                                        |
| 108 | Ragusa    | Ragusa: - Marina di Ragusa                                                        |
| 109 | Ragusa    | Pozzallo: - Pietre Nere - Raganzino                                               |
| 110 | Trapani   | Marsala: - Signorino                                                              |

### Toscana

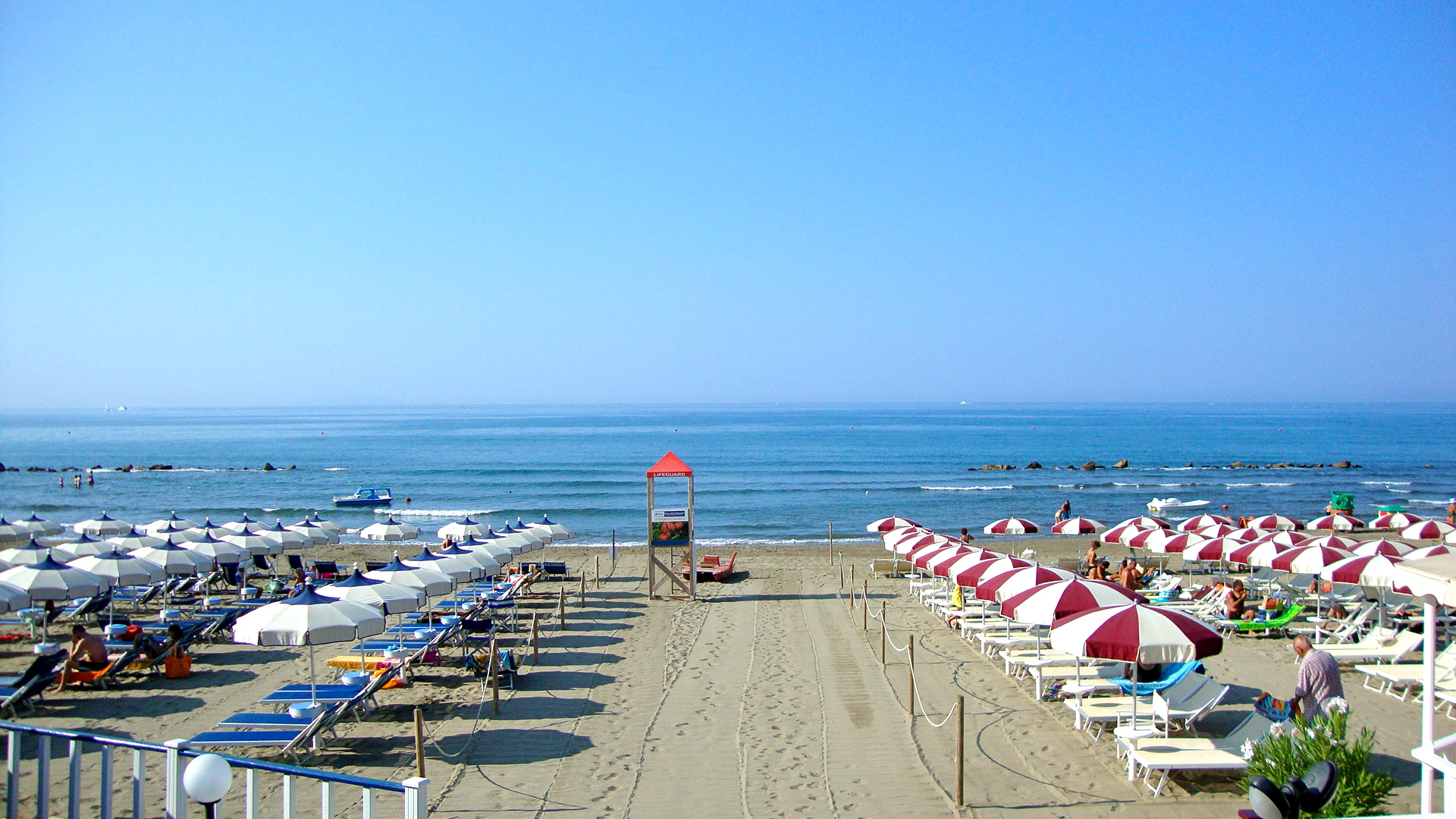
La spiaggia a Castiglione della Pescaia

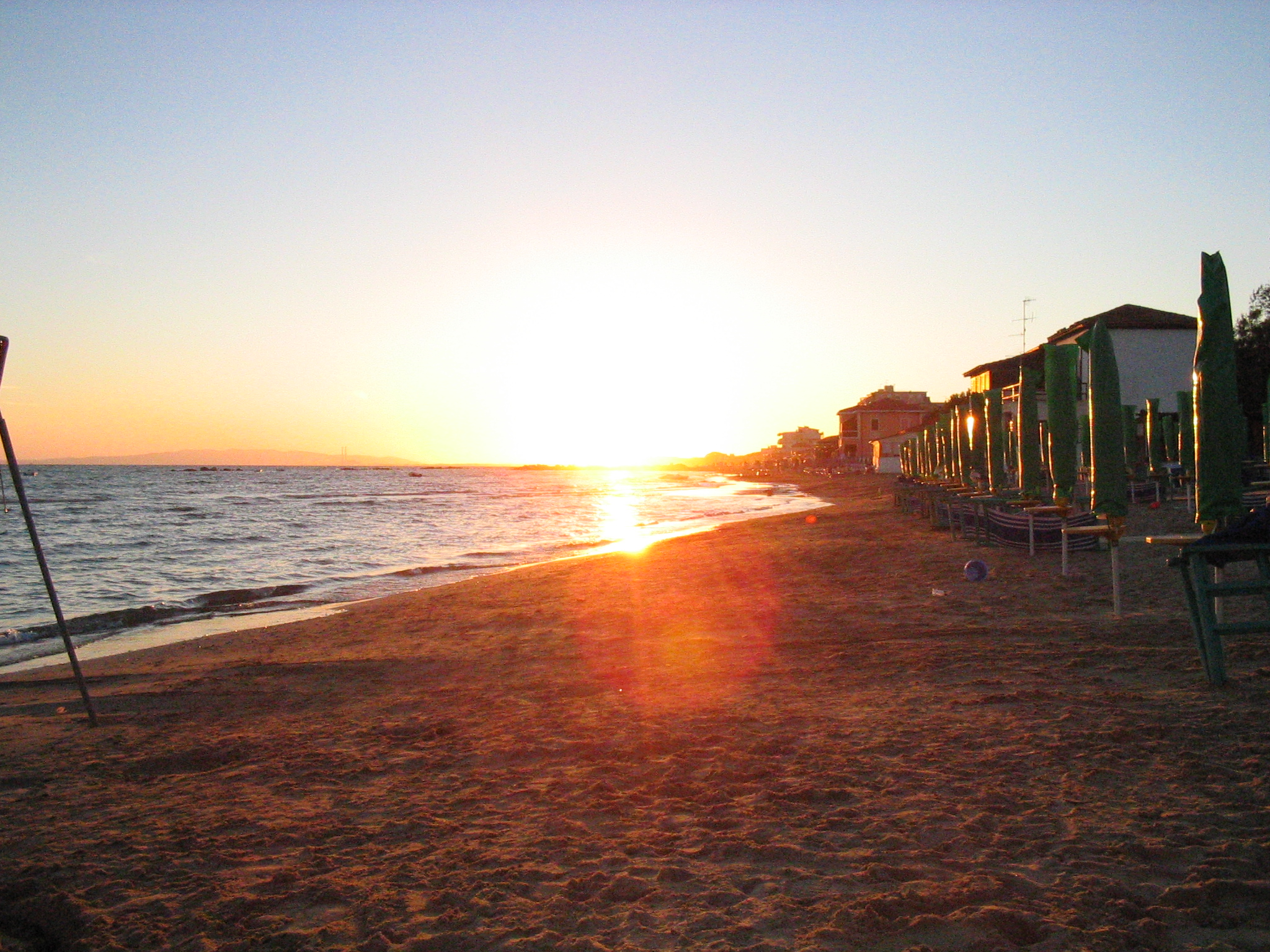
La spiaggia a Follonica

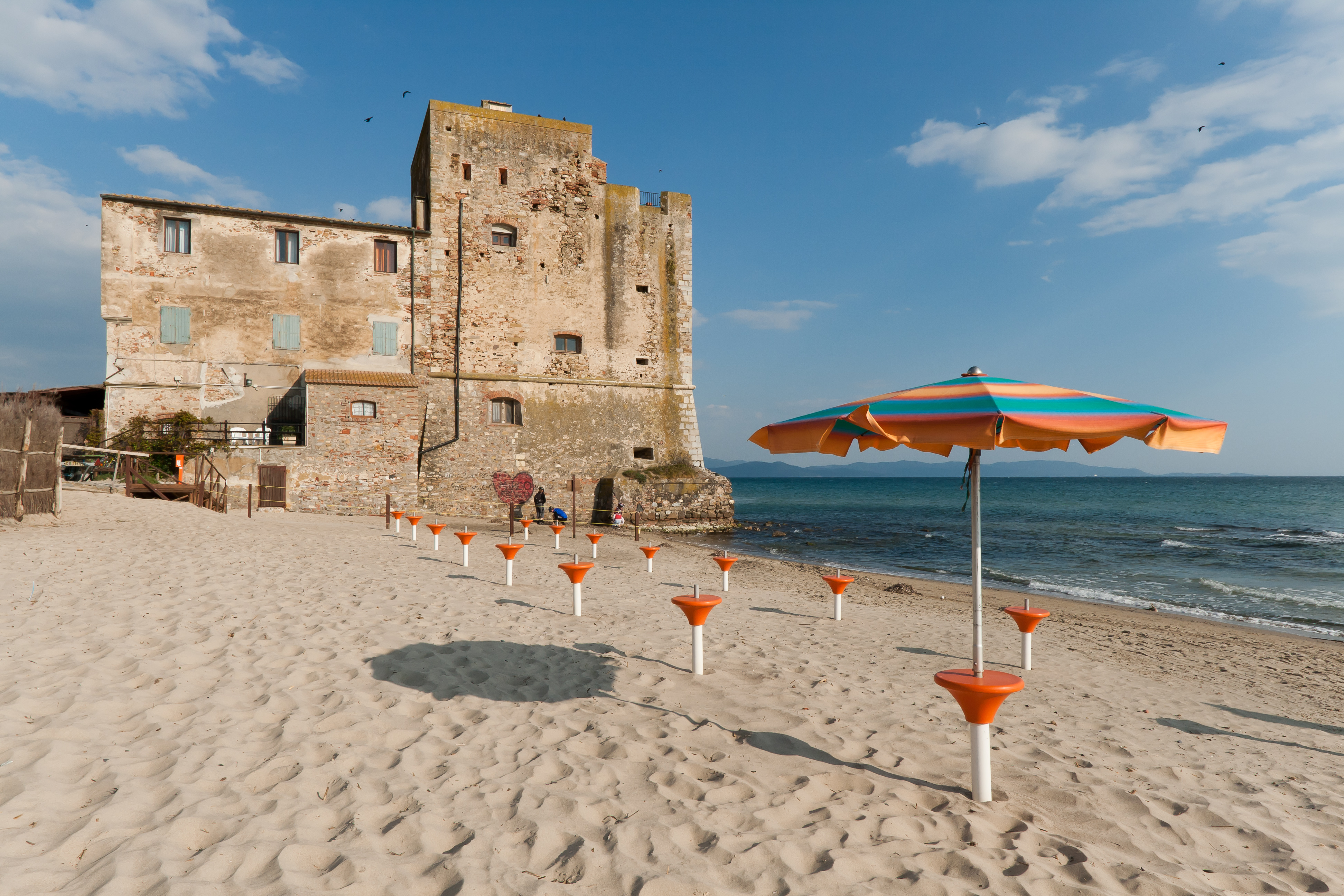
La spiaggia della Sterpaia e la Torre Mozza a Piombino

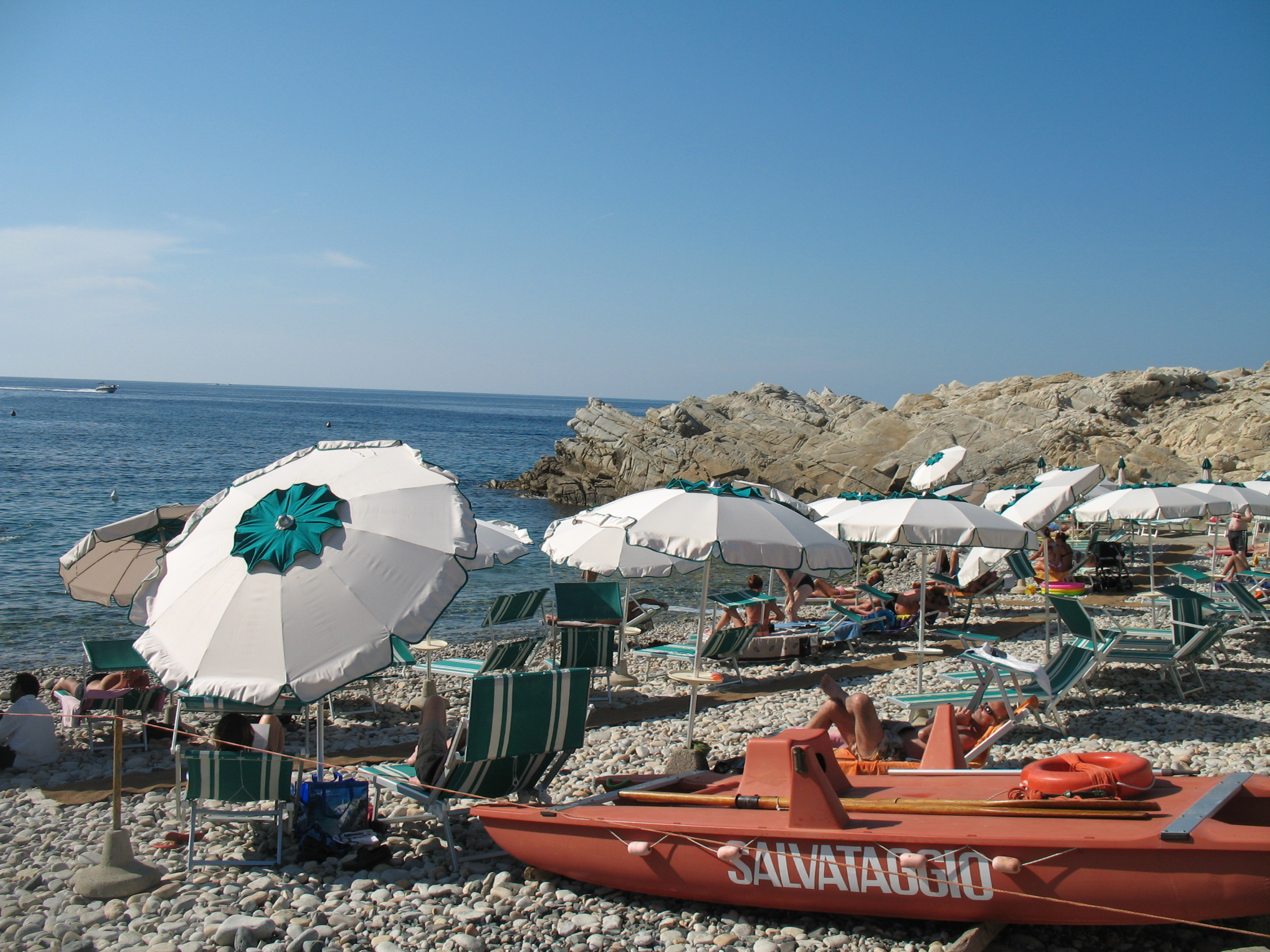
La spiaggia di Marciana Marina

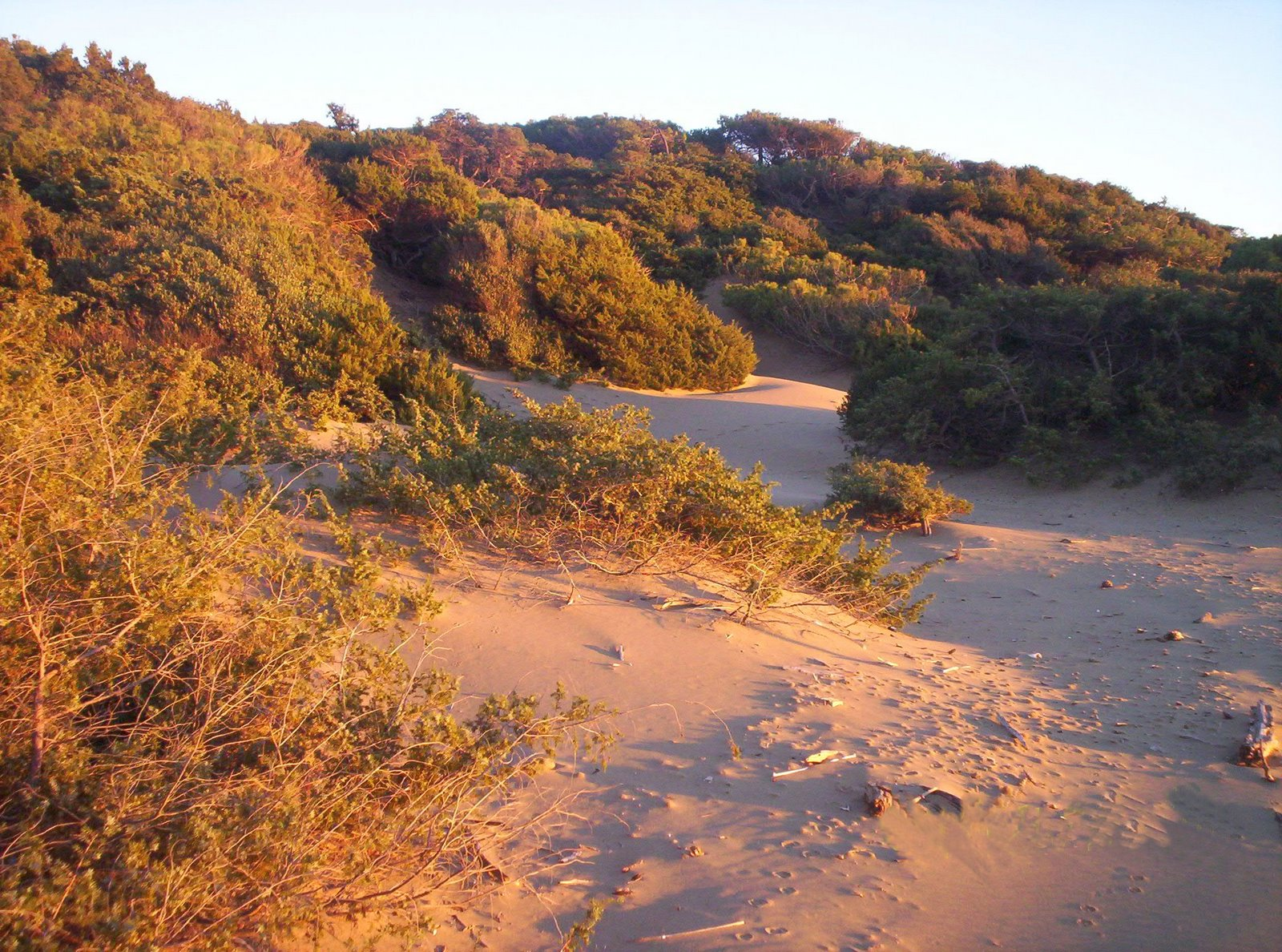
La spiaggia nel parco di Rimigliano a San Vincenzo

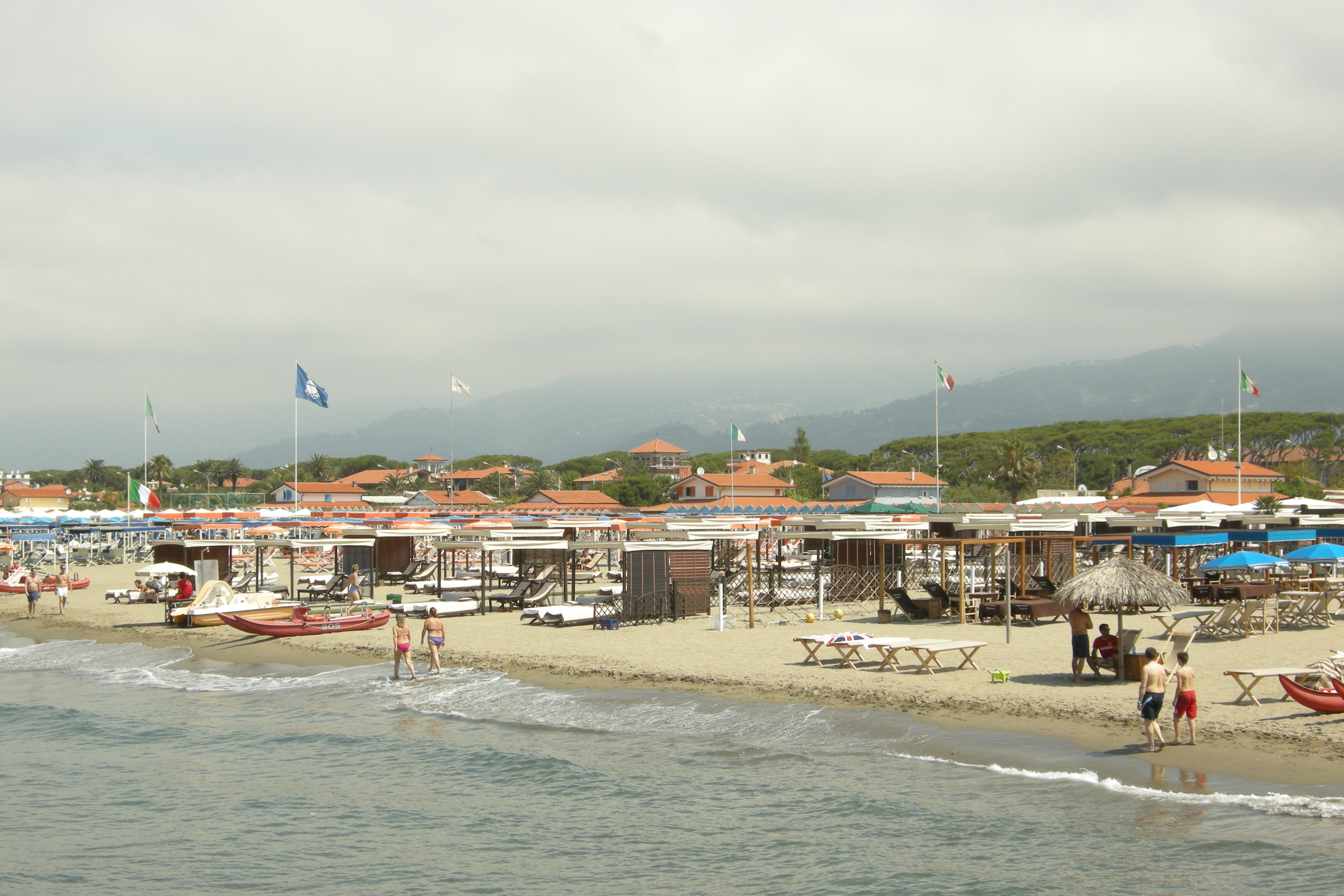
La spiaggia di Forte dei Marmi

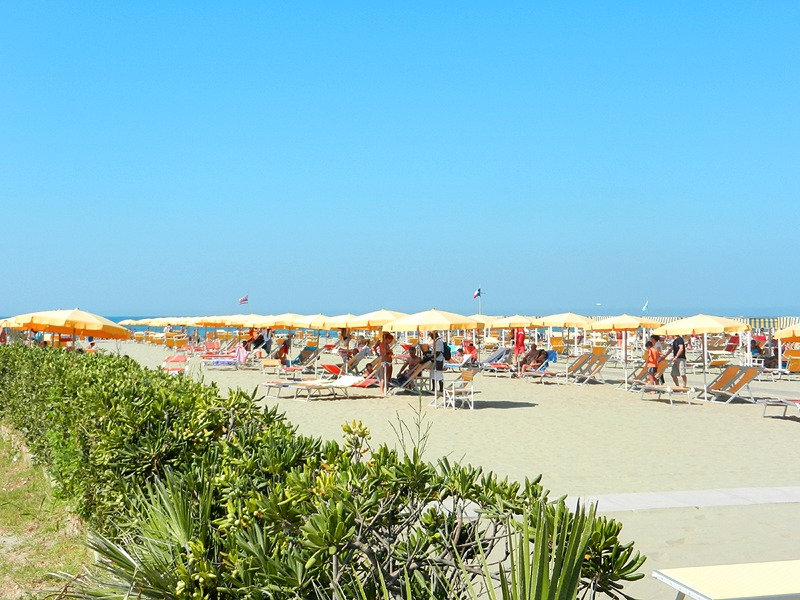
La spiaggia di Marina di Pietrasanta

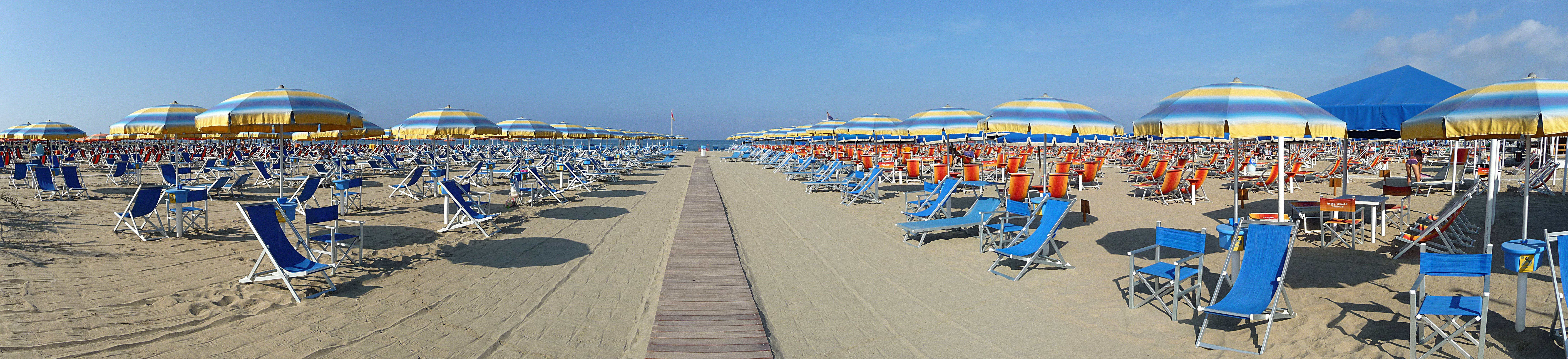
La spiaggia di Viareggio

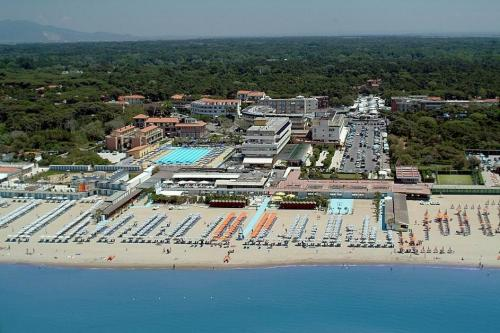
La spiaggia di Tirrenia a Pisa

| Nº  | Provincia     | Spiaggia |
| --- | ------------- | --- |
| 111 | Grosseto      | Castiglione della Pescaia: - Levante - Levante/Tombolo - Punta Ala - Rocchette/Roccamare/Riva del Sole/Capezzolo                                                                |
| 112 | Grosseto      | Grosseto: - Marina di Grosseto e Principina a Mare |
| 113 | Grosseto      | Monte Argentario: - Cala Piccola - Porto Ercole (Le Viste) - Porto Santo Stefano (Cantoniera, Moletto, Caletta) - Santa Liberata (Bagni Domiziana, Soda, Pozzarello) - Feniglia |
| 114 | Grosseto      | Follonica |
| 115 | Livorno       | Cecina: - Marina, Le Gorette |
| 116 | Livorno       | Rosignano Marittimo: - Castiglioncello - Vada |
| 117 | Livorno       | Bibbona |
| 118 | Livorno       | Castagneto Carducci |
| 119 | Livorno       | Livorno: - Antignano e Quercianella |
| 120 | Livorno       | Piombino: - Parco naturale della Sterpaia |
| 121 | Livorno       | Marciana Marina: - La Fenicia |
| 122 | Livorno       | San Vincenzo: - Spiaggia Centro / Principessa / Rimigliano - Spiaggia Conchiglia                                                                                                |
| 123 | Lucca         | Forte dei Marmi |
| 124 | Lucca         | Pietrasanta: - Le Focette - Tonfano |
| 125 | Lucca         | Camaiore: - Lido Arlecchino/Matteotti |
| 126 | Lucca         | Viareggio: - Marina di Levante - Marina di Ponente - Marina di Torre del Lago Puccini                                                                                           |
| 127 | Massa-Carrara | Carrara: - Marina di Carrara Centro |
| 128 | Pisa          | Pisa: - Marina di Pisa - Tirrenia/Calambrone |

### Trentino-Alto Adige

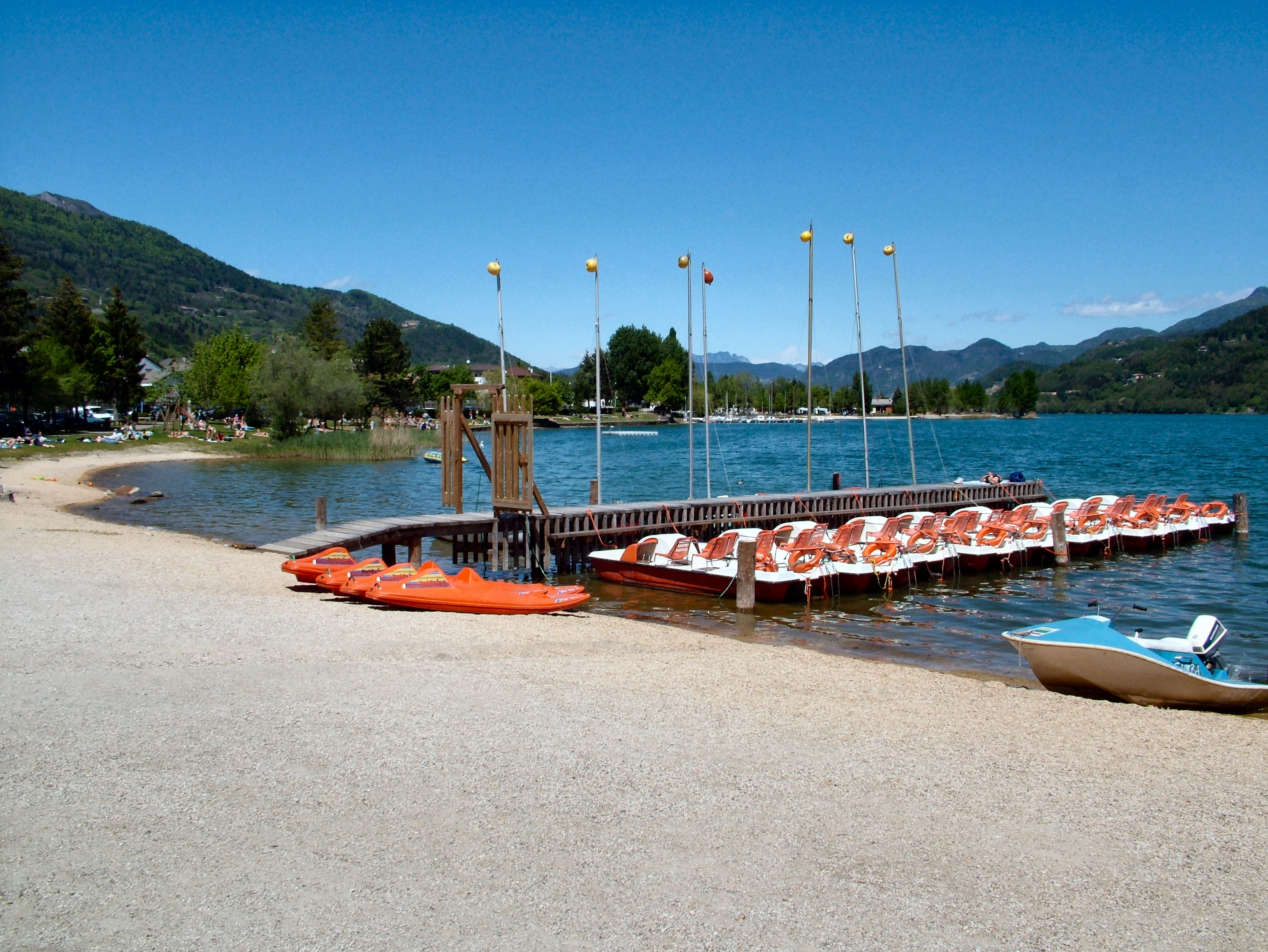
La spiaggia di Calceranica al Lago

| Nº  | Provincia | Spiaggia                                           |
| --- | --------- | -------------------------------------------------- |
| 129 | Trento    | Tenna                                              |
| 130 | Trento    | Pergine Valsugana: - San Cristoforo                |
| 131 | Trento    | Caldonazzo                                         |
| 132 | Trento    | Calceranica al Lago: - Le Barche/Pescatore/Riviera |
| 133 | Trento    | Levico Terme                                       |

### Veneto

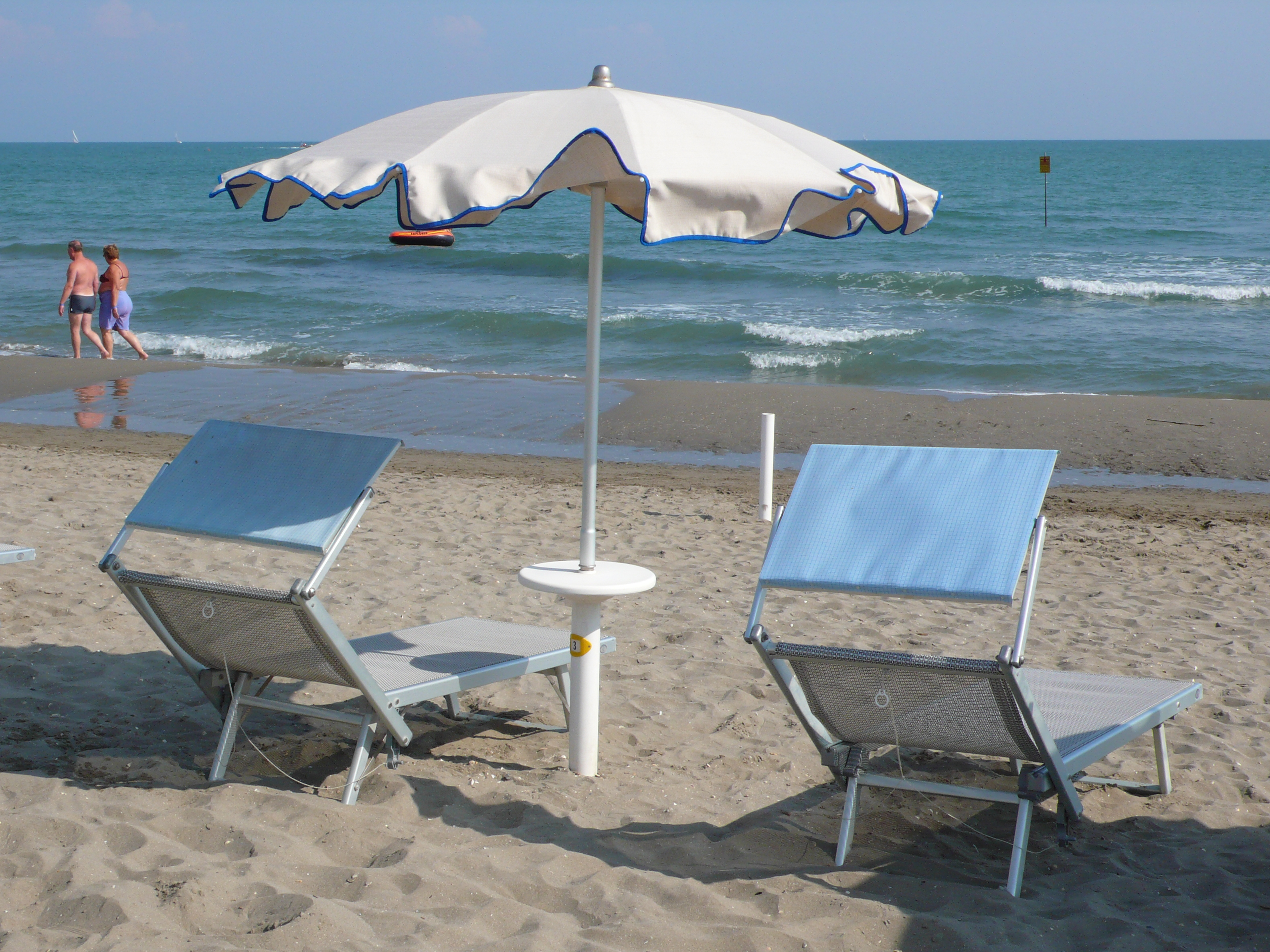
La spiaggia di Eraclea

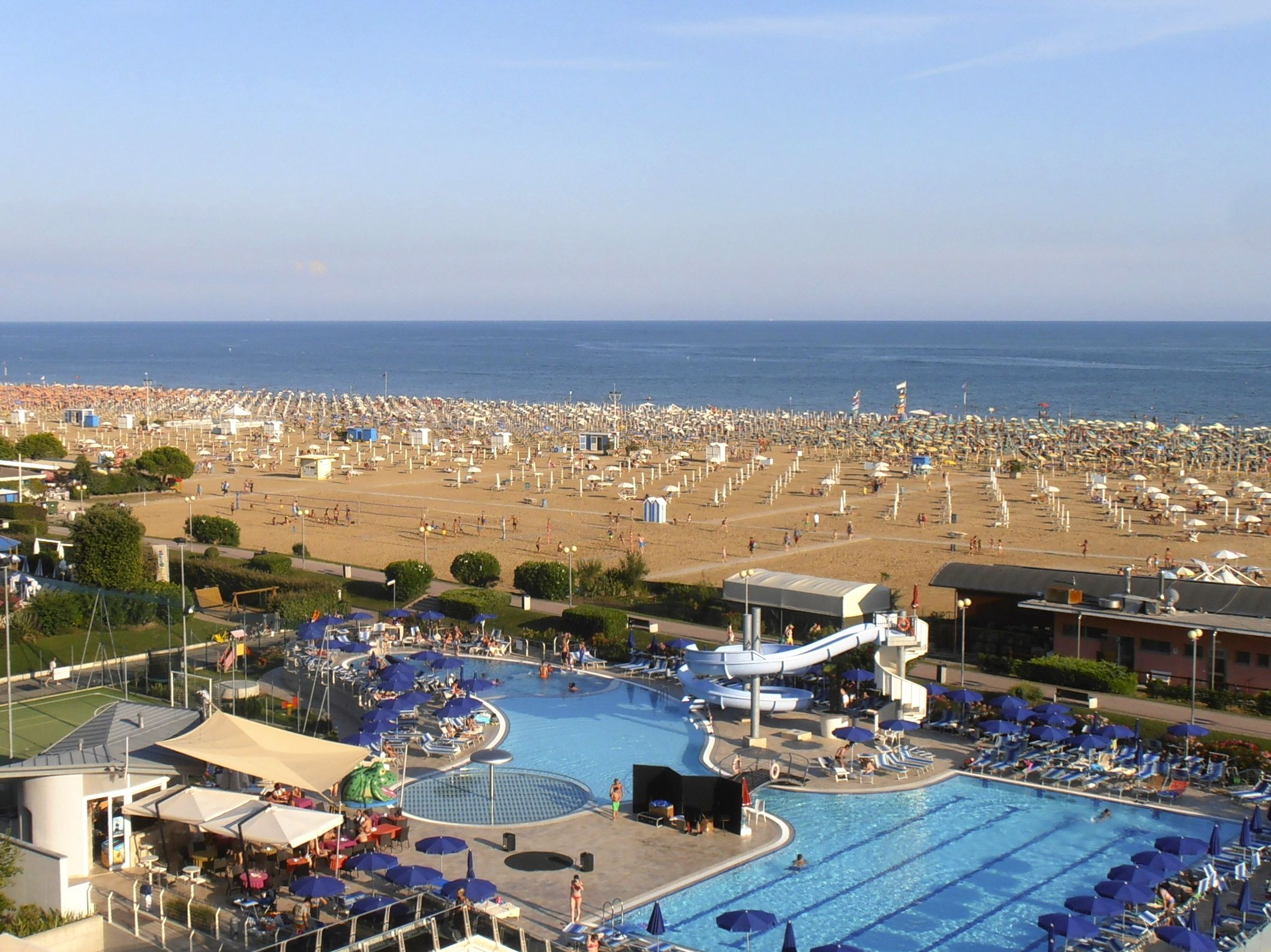
La spiaggia di Bibione a San Michele al Tagliamento

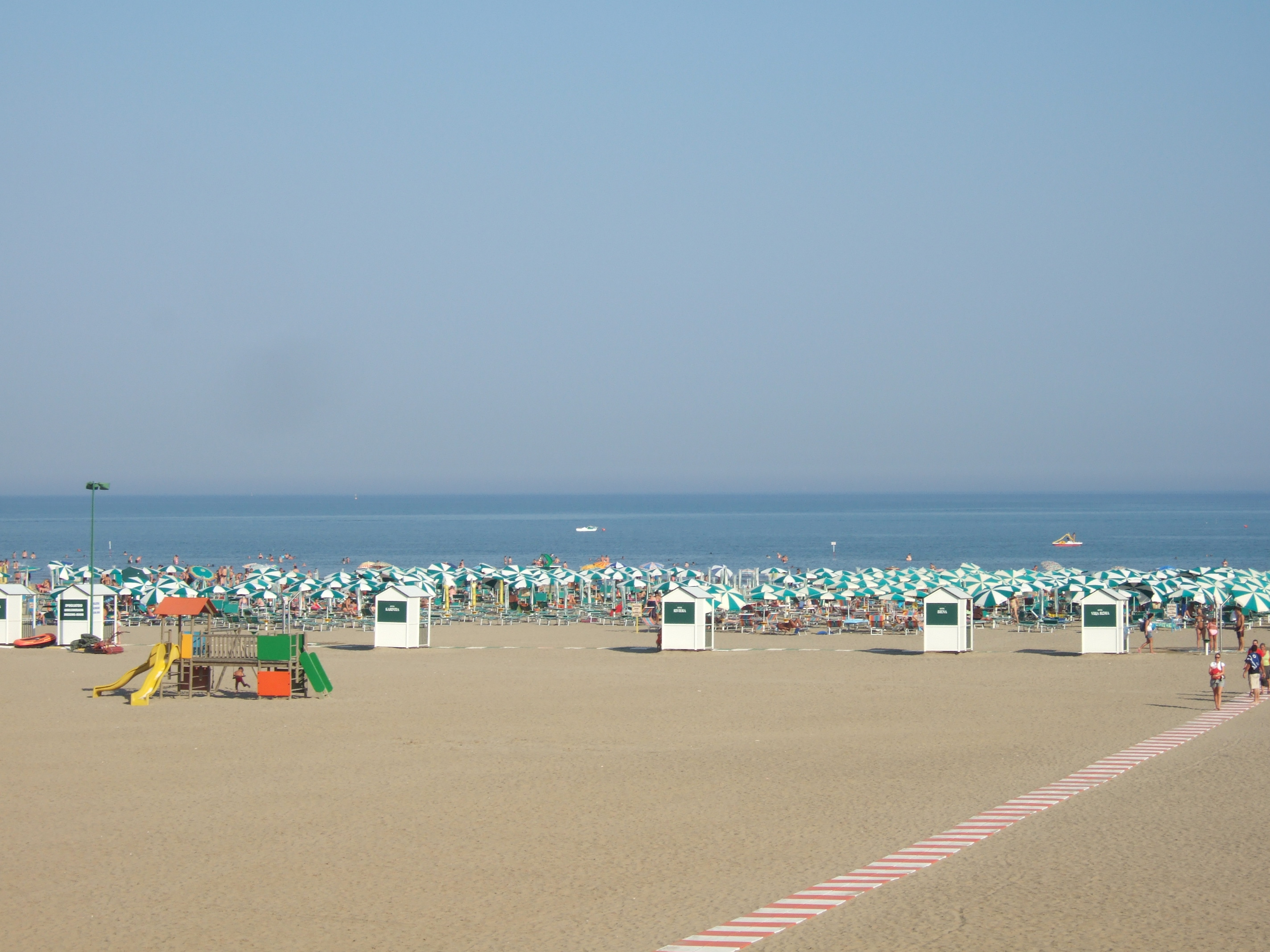
La spiaggia di Caorle

| Nº  | Provincia | Spiaggia                                                                   |
| --- | --------- | -------------------------------------------------------------------------- |
| 134 | Venezia   | Chioggia: - Sottomarina                                                    |
| 135 | Venezia   | Eraclea                                                                    |
| 136 | Venezia   | Venezia: - Lido                                                            |
| 137 | Venezia   | San Michele al Tagliamento: - Bibione                                      |
| 138 | Venezia   | Cavallino Treporti                                                         |
| 139 | Venezia   | Caorle: - Brussa - Duna Verde - Levante - Ponente - Porto Santa Margherita |
| 140 | Venezia   | Jesolo                                                                     |